# BTS (音楽グループ)
BTS（ビーティーエス、朝: 비티에스）または防弾少年団（ぼうだんしょうねんだん、朝: 방탄소년단、漢: 防彈少年團）は、韓国の7人組アイドルグループである。BIGHIT MUSIC所属。略称はバンタン（朝: 방탄）。公式ファンクラブ名はARMY（アーミー、朝: 아미）。

## 概要
Big Hit Entertainment（現 BIGHIT MUSIC）から初のボーイズグループとして、2013年6月13日にシングルアルバム『2 COOL 4 SKOOL』から「NO MORE DREAM」でデビュー。日本では、2014年にポニーキャニオンからデビューし、2017年にユニバーサルミュージック傘下のDef Jam Recordingsへ移籍した。2019年よりトライストーン・エンタテイメントと業務提携を結んだ。
結成当時のグループ名「防弾少年団」には、『10代・20代に向けられる社会的偏見や抑圧を防ぎ、自分たちの音楽を守り抜く』という意味がこめられている。韓国では、「バンタンソニョンダン（朝: 방탄소년단）」と発音されるため、「バンタン」と略される。
2017年から、世界進出を視野に入れ、グループ名を「BTS」に改名。これは防弾少年団のローマ字表記である「Bangtan Sonyeondan」の略で、同時に『現実に安住することなく、夢に向かって絶えず成長していく青春』という意味を込めて、BTSを「Beyond The Scene」と定義付けた。その他にも、「Bangtan Boys」、「Bullet Proof Boys」、「Bulletproof Boy Scout」などと訳されることがある。
また、ファンクラブ名「ARMY」は、軍隊を意味する英単語である「Army」と、「若者を代表する魅力的なMC (Adorable Representative MC for Youth)」の意味を持っている。
実力派グループで、強烈なダンスパフォーマンスに定評がある。メンバー自らも作詞作曲や振り付け、ミュージックビデオ制作の考案を行うなど、積極的にアルバム製作にも参加している。特にラッパーであるSUGA、J-HOPE、RMの三人は、自身らのラップパートのほとんどを作詞している。
ソーシャルメディアを上手く活用して人気を得たグループでもあり、Weverseで積極的にファンとコミュニケーションを取ったり、V LIVEで頻繁に生配信やバラエティー番組の放送を行ったりしている。YouTubeではダンス練習動画を始め、各種音楽番組やジャケット撮影の舞台裏はもちろん、ラジオテイストでの座談会や食事の様子を配信したりするなど、その内容は多岐に渡り、世界的影響力があるとまで言われている。

## メンバー
※生年月日、血液型は日本公式サイトに基づく。
| 画像 | 芸名      | 芸名         | 芸名     | 本名               | 本名     | 本名   | 本名          | 生年月日               | 身長/体重/血液型  | 出身地            | 担当                                     |
| 画像 | 英字      | 仮名         | ハングル | 仮名               | ハングル | 漢字   | 英字          | 生年月日               | 身長/体重/血液型  | 出身地            | 担当                                     |
| ---- | --------- | ------------ | -------- | ------------------ | -------- | ------ | ------------- | ---------------------- | ----------------- | ----------------- | ---------------------------------------- |
|      | JIN       | ジン         | 진       | キム･ソクジン      | 김석진   | 金碩珍 | Kim Seokjin   | 1992年12月4日（32歳）  | 179cm 60kg O型    | 韓国 京畿道果川市 | ビジュアル リードボーカル                |
|      | SUGA      | シュガ       | 슈가     | ミン・ユンギ       | 민윤기   | 閔玧其 | Min Yunki     | 1993年3月9日（32歳）   | 174cm 57kg O型    | 韓国 大邱広域市   | リードラッパー                           |
|      | J-HOPE    | ジェイホープ | 제이홉   | チョン･ホソク      | 정호석   | 鄭號錫 | Jeong Hoseok  | 1994年2月18日（31歳）  | 177cm 56kg A型    | 韓国 光州広域市   | メインダンサー サブラッパー              |
|      | RM        | アールエム   | 알엠     | キム・ナムジュン   | 김남준   | 金南俊 | Kim Namjun    | 1994年9月12日（30歳）  | 181cm 76kg A型    | 韓国 京畿道高陽市 | リーダー メインラッパー                  |
|      | JIMIN     | ジミン       | 지민     | パク・ジミン       | 박지민   | 朴智旻 | Park Jimin    | 1995年10月13日（29歳） | 173.6cm 63kg A型  | 韓国 釜山広域市   | リードボーカル リードダンサー            |
|      | V         | ヴィ         | 뷔       | キム・テヒョン     | 김태형   | 金泰亨 | Kim Taehyung  | 1995年12月30日（29歳） | 179cm 72.5kg AB型 | 韓国 大邱広域市   | ビジュアル リードボーカル リードダンサー |
|      | JUNG KOOK | ジョングク   | 정국     | チョン・ジョングク | 전정국   | 田柾國 | Jeon Jungkook | 1997年9月1日（27歳）   | 178cm 73kg A型    | 韓国 釜山広域市   | センター メインボーカル リードダンサー   |

## 来歴

### デビュー前
2005年2月1日、作曲家のパン・シヒョクがJYPエンターテインメントから独立し、Big Hit Entertainment（現 HYBE）を設立。
2010年9月、パン・シヒョクが自身初のヒップホップグループとなる「防弾少年団」のメンバーを募るため「ヒップホップオーディション HIT IT」の開催を告知。防弾少年団というグループ名はそのときから存在し、当初は2011年にデビューさせる予定だった。オーディションは、当時すでに練習生だったRMともう一人の練習生とのラップ対決方式。応募者は二人と同じ曲でオリジナルラップを作って競い合った。2011年7月、2度目のオーディションを開催。2011年8月には、RM、SUGA、J-HOPEによる方言ラップ「八道江山」が公開され、テレビ番組で取り上げられたりもしていた。
結果的に約30人近い練習生が「防弾少年団プロジェクト」に参加し、幾度のコンセプト変更やメンバーの入れ替えを経て現在の形となる。当初は歌とラップに集中するヒップホップグループとして活動する予定だったが、ダンスパフォーマンスに重点を置いたアイドルグループへコンセプト変更しており、それを受けて辞めていく練習生もいた。 
2012年12月17日、「防弾少年団のRM」としての映像が公式ブログにアップされた。それから徐々に非公開練習生だったVを除いたメンバーの名前や映像などが公開されていった。メンバーはTwitterやブログ等を通じてファンとコミュニケーションを図り、YouTubeやSoundCloudでカバーソングなどを発表していた。また、2AMのチョ・グォンのバックダンサーとして音楽番組に出演するメンバーもいた。

### 2013年

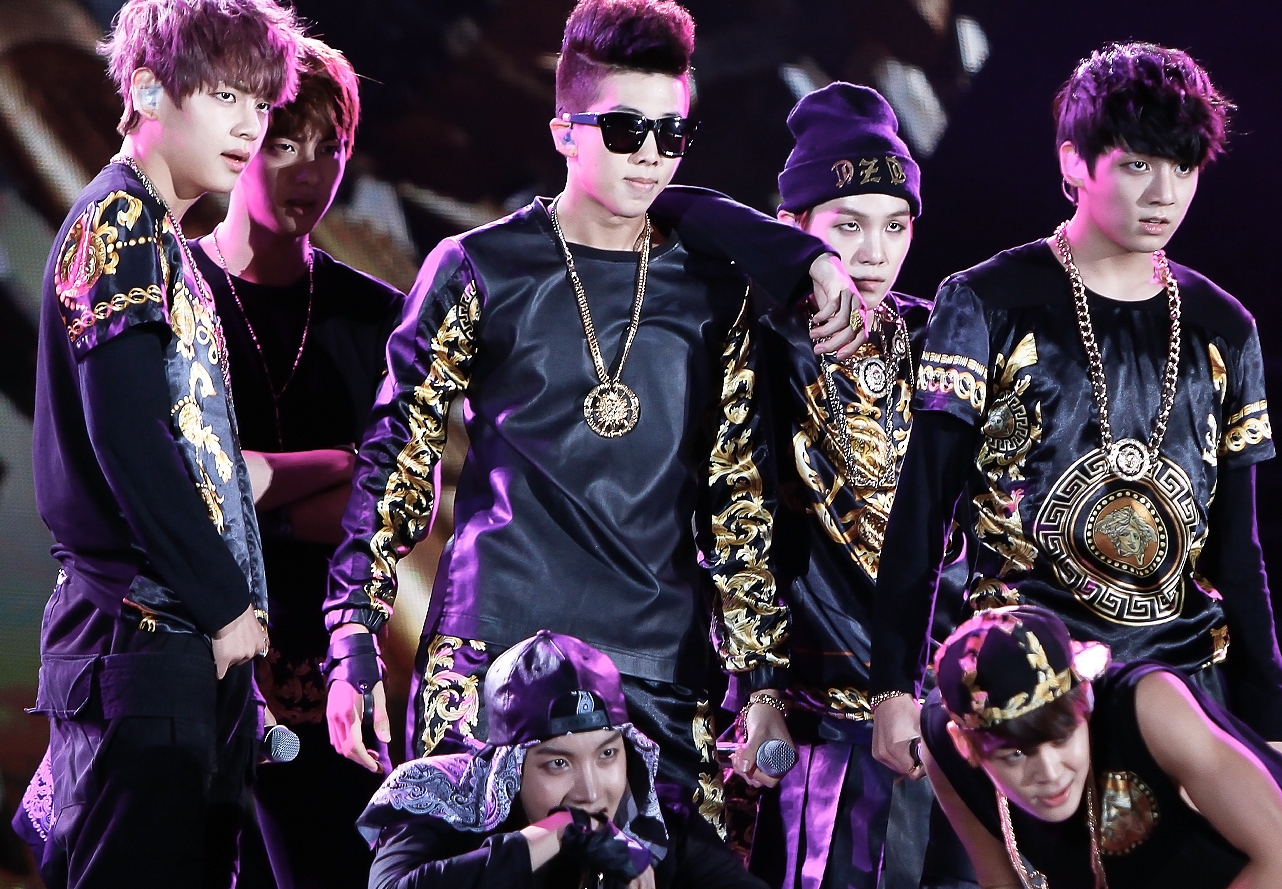
仁川コリアンミュージックウェーブにて（2013年9月1日）

5月20日、ブログを暫定的に閉鎖し、代わりに公式ホームページを公開して正式にデビューすることを発表。5月27日、1人目のメンバーとして、それまでSNS等に一切姿をあらわさなかったVのティザー写真を解禁し、続いて他のメンバーの写真やデビュー曲のティザーを公開。
6月12日、学校三部作の第1弾となるデビューシングルアルバム『2 COOL 4 SKOOL』を発売。翌日に音楽番組「M COUNTDOWN」で、タイトル曲「NO MORE DREAM」を披露し、デビューを果たした。
デビュー曲「NO MORE DREAM」は、1990年代に流行したギャングスタ・ラップを2013年の感性に合わせて再解釈した楽曲である。毎日約15時間練習して、ヒップホップ音楽にカル群舞を組み合わせた印象的なダンスを完成させた。
7月9日、公式ファンカフェで行った投票をもとに、公式ファンクラブ名を「ARMY」に決定。12月9日、公式ファンカフェを通じて1期会員募集を告知し、2014年3月29日、正式にファンクラブを結成した。
9月11日、1stミニアルバム『O!RUL8,2?』を発売。
12月7日、Shibuya O-WESTで日本初のステージとなる「1st JAPAN SHOWCASE」を開催。
12月から翌年2月までに、第5回Melon Music Awards、ゴールデンディスクアワード、ソウル歌謡大賞、第3回ガオンチャートK-POPアワードの3つの主要授賞式で新人賞を受賞。

### 2014年

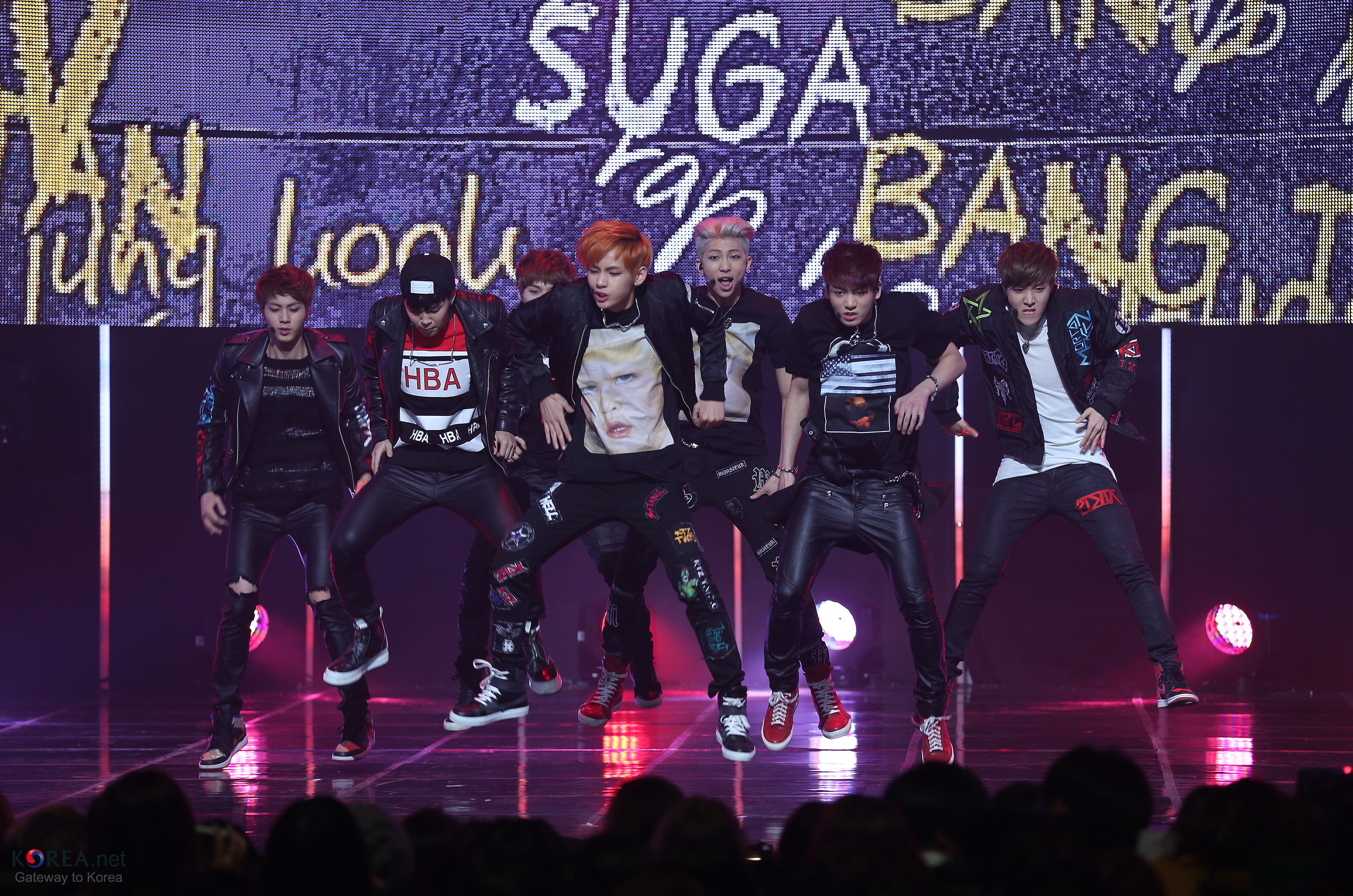
Mnet M COUNTDOWNにて（2014年3月6日）

2月12日、学校三部作の第2弾となる2ndミニアルバム『Skool Luv Affair』を発売。本アルバムは初めて音楽番組の1位候補に挙がったが、1位獲得には至らなかった。
3月7日、Big Hit Entertainmentは、既存曲の日本語版で日本デビューすることを発表。6月4日にシングル『No More Dream (Japanese Ver.)』をリリースし、日本デビューを果たした。これはオリコン週間チャート8位にランクインした。この年、日本でシングル3枚、フルアルバム1枚を発売した。
5月14日、1stリパッケージアルバム『Skool Luv Affair -SPECIAL ADDITION-』を発売。
8月20日、学校三部作の最終章となる1stフルアルバム『DARK＆WILD』を発売。本アルバムは10万枚を売り上げ、単独コンサートやワールドツアーも開催していたが、大衆的な認知度を得るほどのヒット曲はなく、公演型アイドルと呼ばれることもあった。
10月から、初の単独ワールドコンサートツアーとなる「BTS 2014 LIVE TRILOGY：EPISODEⅡTHE RED BULLET」を開催。
12月24日、日本1stオリジナルアルバム『WAKE UP』を発売。

### 2015年

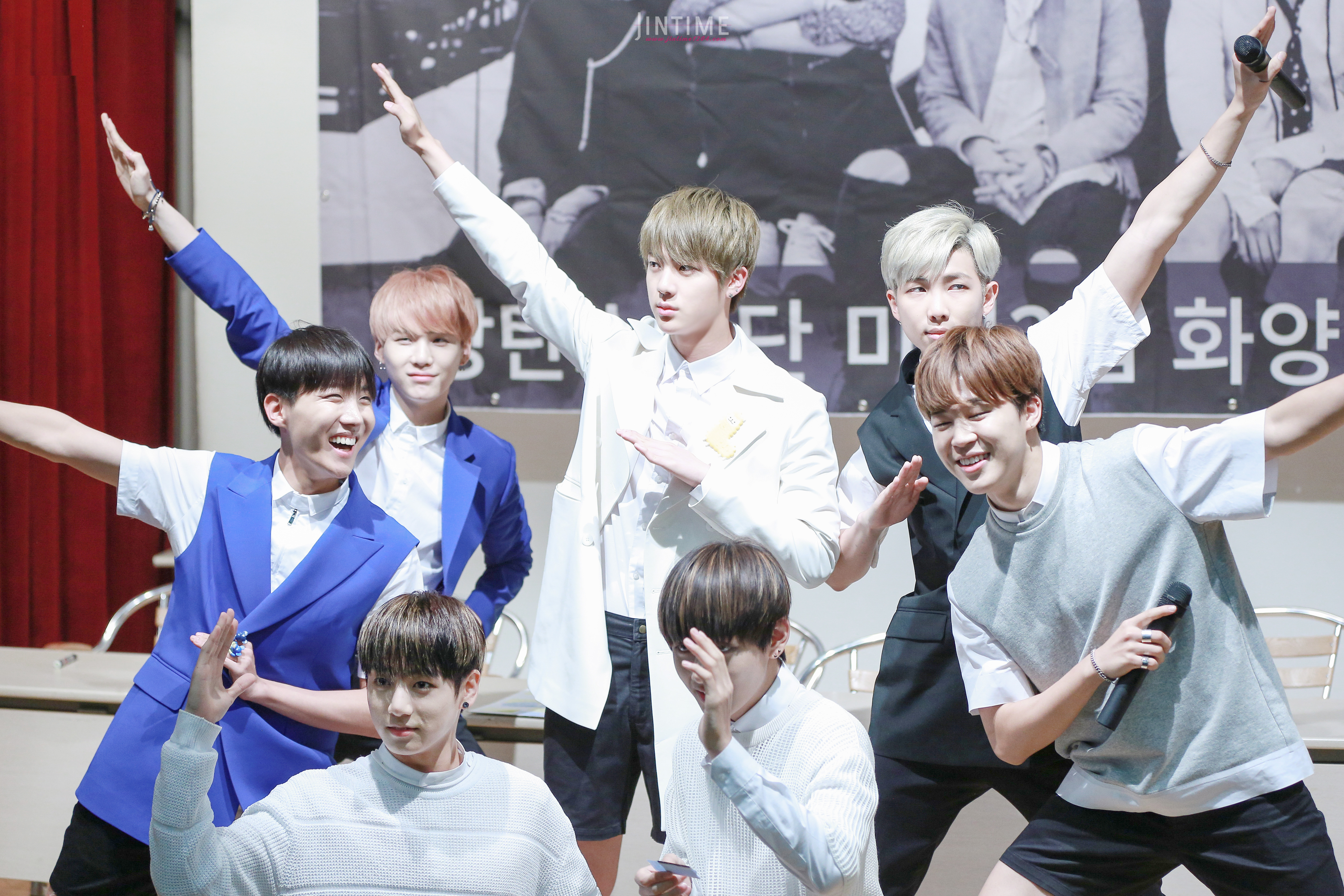
ファンサイン会にて（2015年5月16日）

4月29日、学校三部作に続く青春三部作「花様年華シリーズ」の第一弾となる3rdミニアルバム『花様年華 Pt.1』を発売。青春を最もよく表す言葉として「人生で最も美しい瞬間」を意味する「花様年華」という言葉が選ばれた。本アルバムはそれまでのヒップホップ色の強かったイメージから一転、大衆的なメロディーで、少年が学校を卒業して青年へと成長する過程の苦悩や葛藤を描き、青春の美しさよりもその本質に潜む危うさに焦点をあてた。結果として、デビュー3年目にしてようやくタイトル曲「I NEED U」で様々な音楽番組で1位を獲得。徐々に注目を集めるようになった。
タイトル曲「I NEED U」のミュージックビデオは、ダンスシーンに集中していたそれまでのものとは異なり、ストーリー性に重点を置いた。次作の『花様年華 Pt.2』に続くよう、ドラマ仕立てに構成され、各メンバーがキャラクターを演じた。オリジナルミュージックビデオは18禁判定を受けたため、オリジナル版を全面再編集した15禁版をまず公開し、その後にオリジナル版を公開した。
一方、同アルバム収録の後続曲「쩔어(DOPE)」では、フェイクワンテイク技法を用い、ダンスシーンを全面に押し出したミュージックビデオを制作。「青春を卒業した後の未来の姿」をテーマにメンバーが警官、医者、会社員といった姿に扮してダンスを披露。歌詞には「三放世代（恋愛、結婚、出産を諦めている若者世代）」、「五放世代（恋愛、結婚、出産、人間関係、マイホームを諦めている若者世代）」といった韓国の社会情勢を風刺した流行語が取り入れられた。
また、ビジュアル面でも大きな変化を取り入れた。学校三部作では、10代の反抗心を表現するため派手な柄の衣装やアクセサリー、アイラインをしっかりひいた濃いメイクで攻撃的なヴィジュアルが多かった。しかし、花様年華ではメンバーのありのままの姿を見せようとメイクを薄めにし、衣装も普段着に近いカジュアルなものに変更した。写真もフィルムカメラで撮影し、撮影場所もスタジオセットではなく、花畑や浜辺といった屋外で行われた。
8月、東京と大阪で開催されたサマーソニックに参加。
11月30日、花様年華シリーズ第2弾となる4thミニアルバム『花様年華 Pt.2』を発売。約30万枚を売り上げ、ビルボード200に171位でランクインした。「BIGBANG」や「EXO」といった人気ボーイズグループとともに並び称されるようになった。

### 2016年

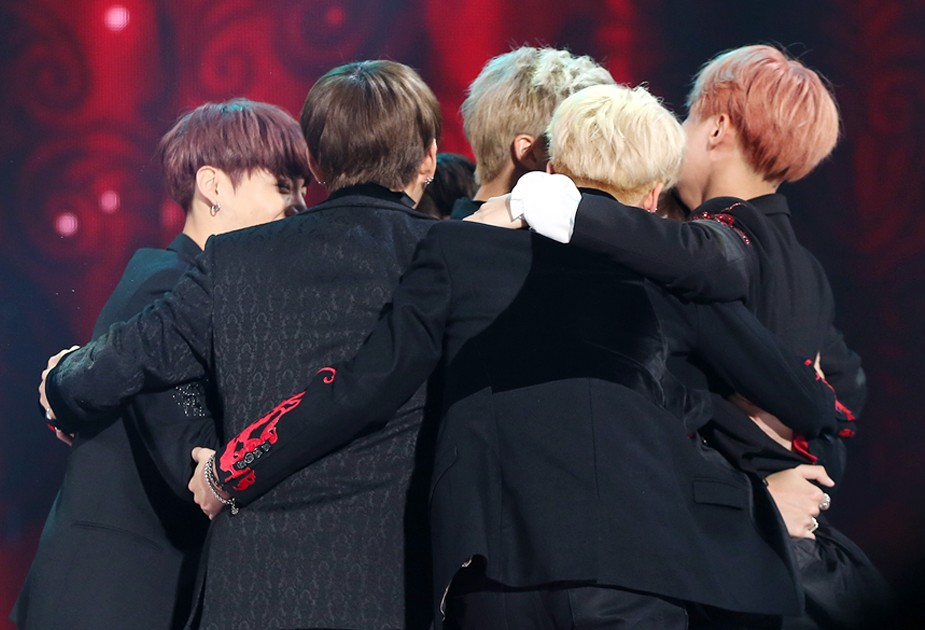
第8回Melon Music Awardsにて（2016年11月19日）

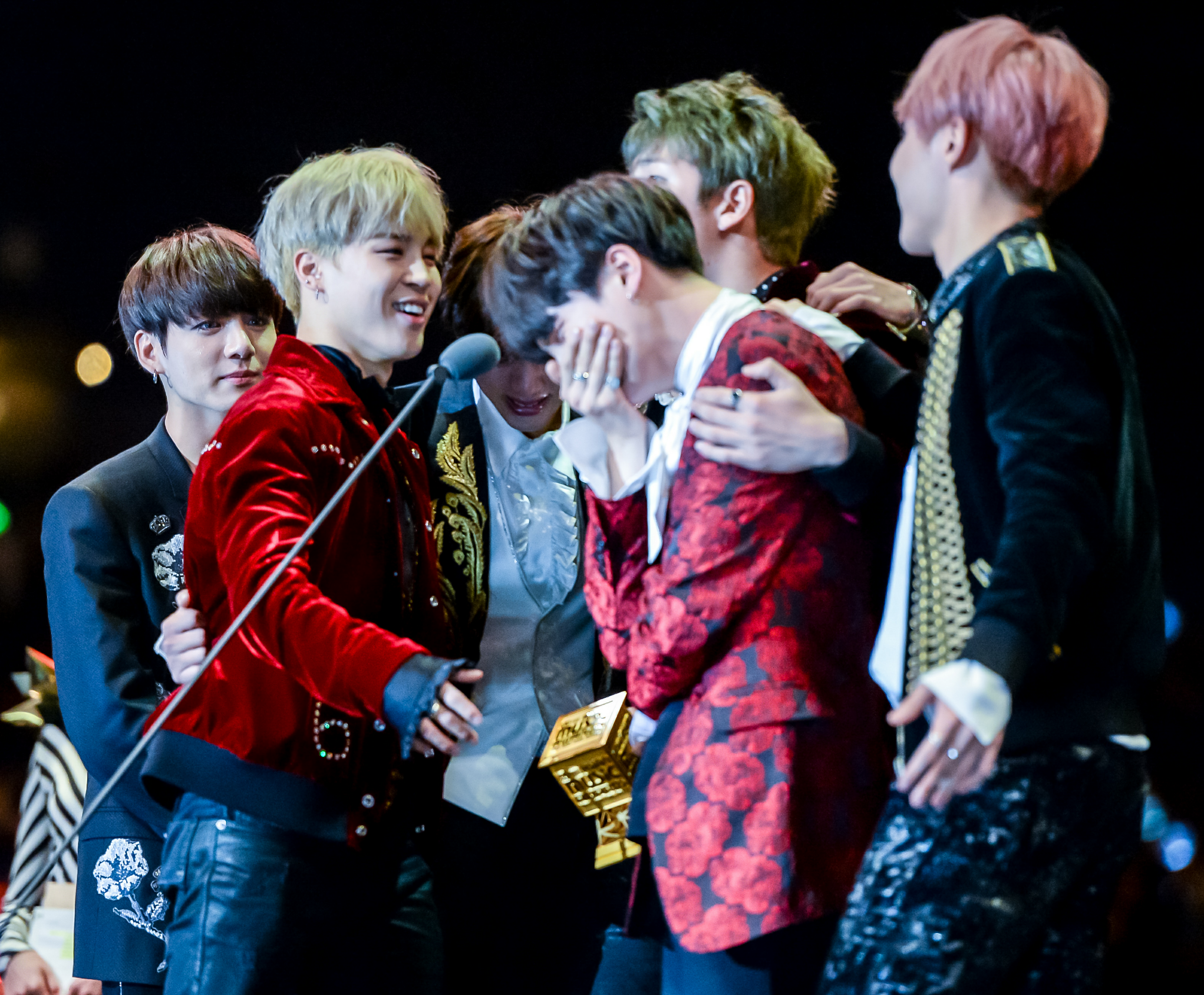
第18回Mnet Asian Music Awardsにて（2016年12月2日）

3月、Forbesが発表した「ここ30日間で最もリツイートされた10のアーティスト」で、カニエ・ウェストやジャスティン・ビーバーを押さえ、約539万リツイートを獲得して一位になった。
5月2日、花様年華シリーズ最終章となる2ndリパッケージアルバム『花様年華 Young Forever』を発売。本アルバムは前2作の収録曲に新規曲を追加したリパッケージアルバムであったものの、約40万枚近くを売上げ、ビルボード200にもチャートインした。
9月7日、日本2ndオリジナルアルバム『YOUTH』を発売。
10月10日、2ndフルアルバム『WINGS』を発売。本アルバムは予約時点で約50万枚の注文があり、月間売上は約68万枚、年間売上は約75万枚に到達した。この月間・年間売上数はガオンチャートの最高記録を樹立した。デジタル部門でも、韓国国内主要8つのダウンロード・ストリーミング配信サイトや世界各国のiTunesチャートで1位を記録。またビルボード200に韓国歌手至上最高位である26位に、全英アルバムチャートでは62位にランクインした。ビルボード200へのランクインが前2作に続き通算3回目であること、2週連続ビルボード200にチャートインしたことも、韓国初となる記録だった。
11月19日、第8回Melon Music Awardsにて、『花様年華 Young Forever』でアルバム賞を受賞。12月2日には、第18回Mnet Asian Music Awardsにて、今年の歌手賞を受賞し、デビュー時から掲げていた「大賞受賞」という悲願を達成した。特にMAMAの大賞受賞者は、韓国三大芸能事務所（SM・YG・JYP）が独占することが多く、その他の事務所が受賞することは珍しかった。

### 2017年

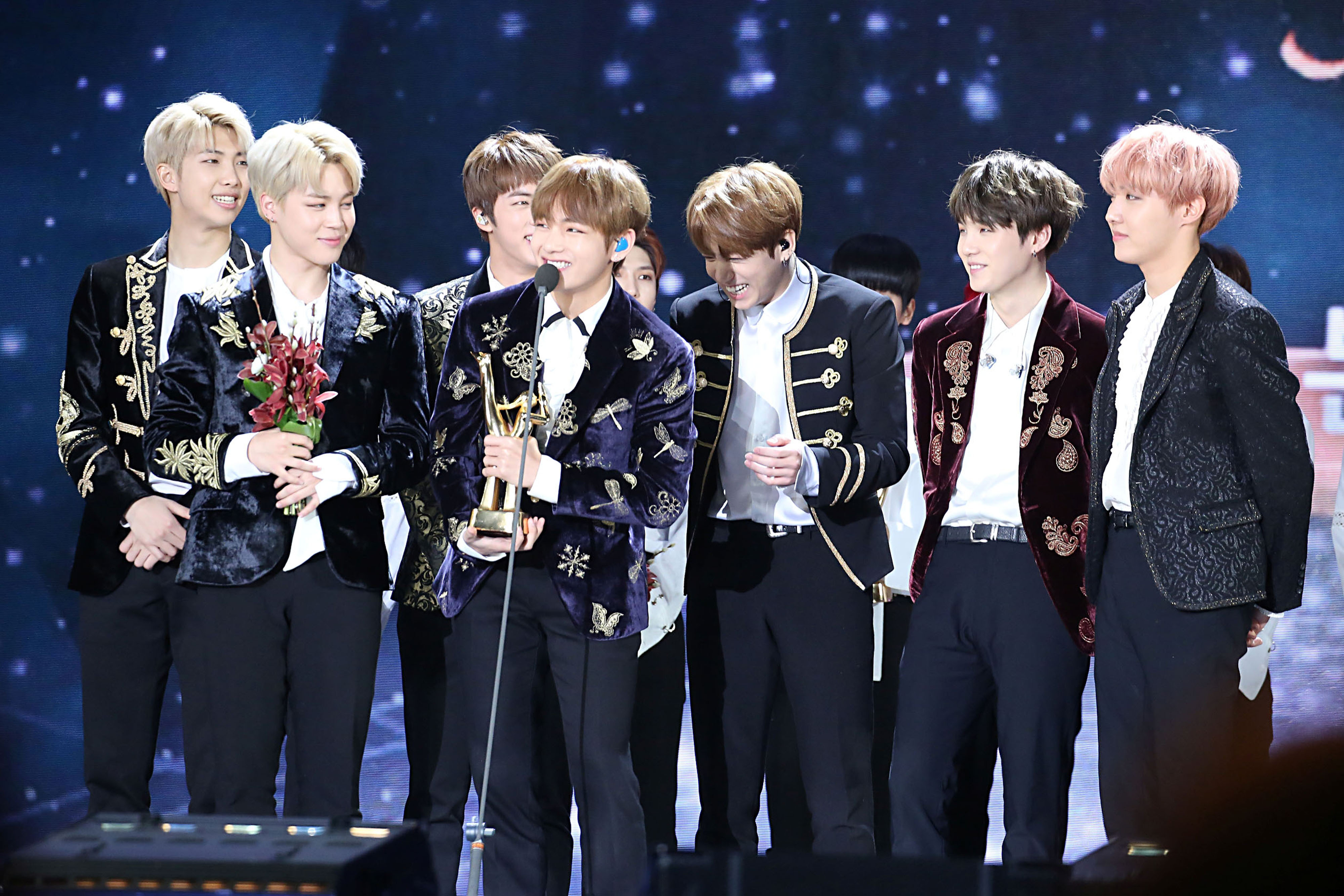
第31回ゴールデンディスク賞にて（2017年1月14日）

1月、セウォル号沈没事故の遺族へ1億ウォンを寄付。
同月6日、日本1stベストアルバム『THE BEST OF 防弾少年団-JAPAN EDITION-』及び『THE BEST OF 防弾少年団-KOREA EDITION-』を発売。
2月27日、デジタルアドベンチャー（現・SM ENTERTAINMENT JAPAN）と、日本マネジメントの専属契約を締結。
2月13日、2ndフルアルバム『WINGS』を改変した3rdリパッケージアルバム『YOU NEVER WALK ALONE』を発売。これは予約注文約70万枚、月間売上は約71万枚を記録し、ガオンチャートで自身が持つ前作の最高記録を更新した。またビルボード200でも61位を獲得し、これにより韓国至上初となる4作連続チャートインを記録した。
2月 - 7月、ワールドツアー「2017 BTS Live Trilogy Episode III: The Wings Tour」を開始。北米・南米・アジアと全10の国と地域で計17都市を周り、全32公演で約40万人を動員した。
3月24日、ポニーキャニオンからユニバーサルミュージック傘下のDef Jam Recordingsへの日本レーベル移籍を発表。5月10日、『WINGS』のタイトル曲「Blood Sweat & Tears」の日本語版となる、日本7thシングル『血、汗、涙』を発売した。本作は初週約23万枚を売上げ、日本デビューから2年11ヶ月でのシングル週間売上20万枚突破は、海外アーティスト歴代最速となった。またBillboard Japan Hot 100では、約31万枚を売上げて1位を獲得した。
5月21日、アメリカのラスベガスで開催されたビルボード・ミュージック・アワード2017にて、トップ・ソーシャル・アーティスト賞を初受賞。本部門では、ジャスティン・ビーバー、セレーナ・ゴメス、アリアナ・グランデ、ショーン・メンデスと共にノミネートされ、2011年に新設されて以来6年連続受賞していたジャスティン・ビーバーを破っての受賞となった。
7月5日、新たなブランドアイデンティティーを公開。グループ名「BTS」に「現実に安住することなく、夢に向かって絶えず成長していく青春」という意味を付け加えて「Beyond The Scene」と定義付けることを発表。
9月18日、5thミニアルバムとなる『LOVE YOURSELF 承 'Her'』を発売。ビルボード200に7位でランクインし、月間では120万枚を売り上げた。リパッケージアルバムや他言語版を含まない単一アルバムのミリオンセラーは、2001年に発売されたgodの4集、キム・ゴンモの7集以来16年振りだった。
10月、初の日本ドーム公演「WINGSツアースペシャルエディション」を京セラドームで開催。2日間で8万人を動員した。

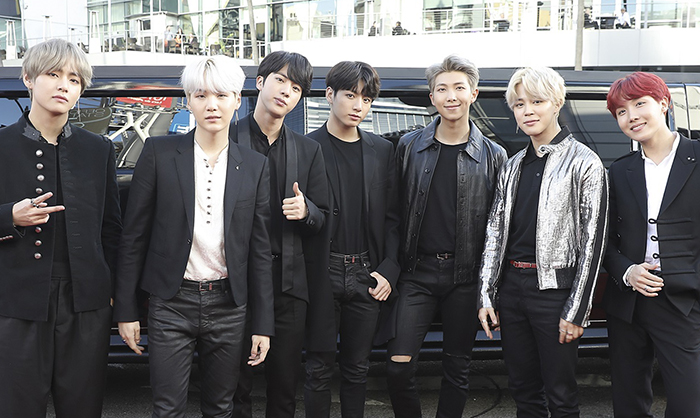
アメリカン・ミュージック・アワード2017にて（2017年11月19日）

11月19日、アメリカのロサンゼルスで開催されたアメリカン・ミュージック・アワード2017に韓国グループとして初めて招待され、楽曲「DNA」を披露。ニューヨーク・ポストは、「DNA」をベストステージの1つに選んだ。この訪米に際してにプロモーション活動も行い、「レイト×2ショー with ジェームズ・コーデン」、「ジミー・キンメル・ライブ！」、「エレンの部屋」に出演した。
11月24日、Steve AokiとDesiignerとコラボレーションしたリミックス楽曲「MIC Drop (Steve Aoki Remix) (Feat. Desiigner)」をデジタルリリース。Billboard Hot 100では28位にランクインした。
12月6日、日本8thシングル『MIC Drop/DNA/Crystal Snow』を発売。オリコンでは、初週約36.5万枚を売上げ、週間1位を獲得。海外アーティストとしては初めてとなる初週売上30万枚を突破した。Billboard Japan Hot 100でも初週約45万枚を売上げ1位を獲得した。そして12月22日、ミュージックステーションスーパーライブ2017に出演し、「DNA」を披露。日本地上波ゴールデンタイム番組への出演はこれが始めてだった。
12月1日、第19回Mnet Asian Music Awardsにて、二年連続で今年の歌手賞を受賞。翌日には、第9回Melon Music Awardsにて、ベストソング賞を含んだ四冠を受賞。

### 2018年

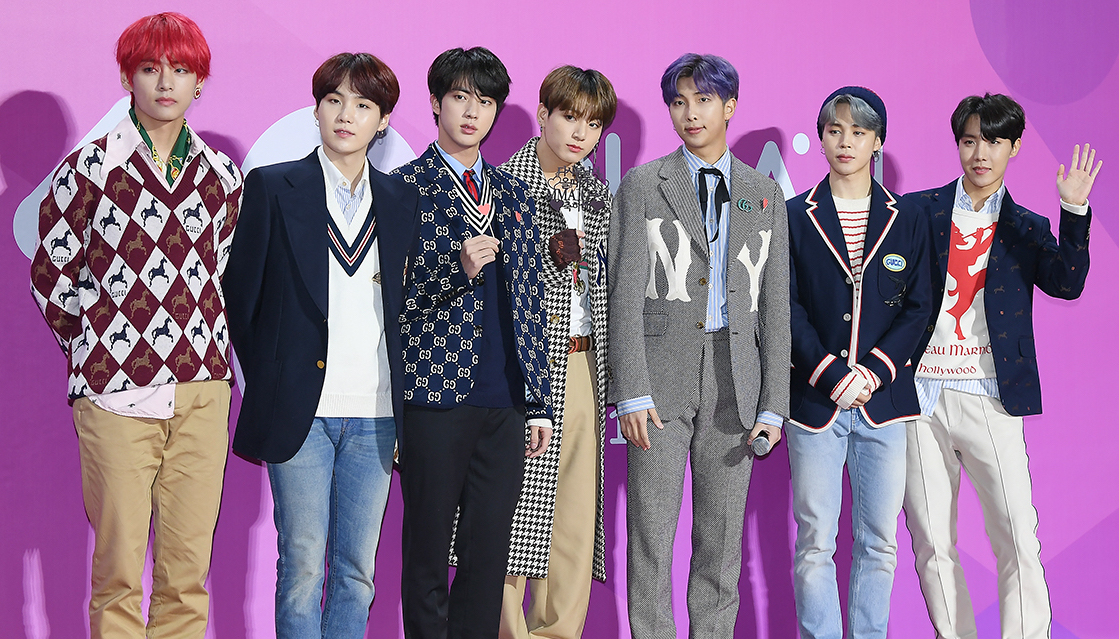
第10回Melon Music Awardsにて（2018年12月1日）

4月4日、日本3rdオリジナルアルバム『FACE YOURSELF』を発売。
5月18日、3rdフルアルバム『LOVE YOURSELF 轉 'Tear'』を発売。アジア圏出身者としては初めてビルボード200で1位を獲得した。
5月20日、ビルボード・ミュージック・アワード2018にて、楽曲「FAKE LOVE」を世界初披露。MCを務めたケリー・クラークソンはBTSを「全世界で最も立派なボーイバンド」と紹介した。また、トップ・ソーシャル・アーティスト賞を2年連続で受賞した。
8月24日、4thリパッケージアルバム『LOVE YOURSELF 結 'Answer'』を発売し、ワールドツアー「LOVE YOURSELF」を開始。全米ツアーの最終公演はシティ・フィールドで開催された。
10月9日、アメリカン・ミュージック・アワード2018にて、フェイバリット・ソーシャル・アーティスト賞を初受賞。
10月18日、2020年に満了するBig Hit Entertainmentとの7年間の契約を更新することを発表。
10月24日、韓流や朝鮮語の普及に貢献した功績があるとして、韓国政府から史上最年少で花冠文化勲章を受章。
12月1日、第10回Melon Music Awardsにて、2つの大賞を含んだ七冠を受賞。12月4日には、第20回Mnet Asian Music Awardsにて、2つの大賞を含んだ五冠を受賞。授賞式のスピーチでは、JINが事務所との契約を前にグループ解散の話が出たことについて言及し、メンバーたちが涙を流す一面もあった。

### 2019年
2月10日、アメリカのロサンゼルスで開催された第61回グラミー賞授賞式に、最優秀R&Bアルバム賞のプレゼンターとして出席。韓国人アーティスト初の参加となった。
2月27日、トライストーン・エンタテイメントと業務提携を結んだことが報じられた。
4月12日、6thミニアルバム『MAP OF THE SOUL : PERSONA』を発売。タイトル曲「Boy With Luv」ではアメリカ人女性歌手のホールジーと、収録曲「Make It Right」ではイギリス人男性歌手のエド・シーランとコラボレーションした。本アルバムはビルボード200に1位でランクインし、月間では322万枚を売り上げた。
5月1日、ビルボード・ミュージック・アワード2019にて、ホールジーと共に楽曲「Boy With Luv」のパフォーマンスを披露。また、トップ・デュオ・グループ賞とトップ・ソーシャル・アーティスト賞の二冠を受賞した。
11月24日、アメリカン・ミュージック・アワード2019にて、フェイバリット・デュオ/グループ・ポップ/ロック賞、フェイバリット・ソーシャル・アーティスト賞、今年のツアー賞の三冠を受賞。
11月30日、第11回Melon Music Awardsにて、4つ全ての大賞を含んだ八冠を受賞。12月4日には、第21回Mnet Asian Music Awardsにて、史上最多の4つ全ての大賞を含んだ九冠を受賞。

### 2020年
1月26日、第62回グラミー賞授賞式に2年連続で出席し、リル・ナズ・Xの楽曲「Old Town Road」のコラボレーションステージで、リル・ナズ・X、ビリー・レイ・サイラス、ディプロ、メイソン・ラムジーらと共にパフォーマンスを披露した。
2月21日、前作からの一部の楽曲と新曲で構成された4thフルアルバム『MAP OF THE SOUL : 7』を発売。リリースから9日間で411万4843枚を売り上げ、 GAON CHARTの「2020年2月月間アルバムチャート」で1位を獲得。この売上枚数だけで前アルバムの月間・年間売上数を同時に最多更新。さらに、ギネス・ワールド・レコーズが2019年発表した韓国アーティスト最高売上（前アルバムの339万9302枚）を自ら最多更新するという快挙を成し遂げた。
7月15日、日本4thオリジナルアルバム『MAP OF THE SOUL : 7〜THE JOURNEY〜』を発売。
8月21日、デジタルシングル『Dynamite』を発売。1970年代から80年代のディスコをイメージしたレトロ調な本作は、全ての歌詞を英語で歌うという初の試みを取り入れ、世界的大ヒットを生んだ。ミュージックビデオは公開24時間で1億110万回再生され、YouTubeにおける24時間最多再生回数を記録。Billboard Hot 100では初登場1位を獲得し、2週連続で首位を飾った。本チャート史上、初登場で1位になった曲は本作を含め全43曲で、そのうち2週連続1位をキープした曲は本作が20曲目であった。
10月2日、ジェイソン・デルーロ、Jawsh 685とのコラボレーション楽曲「Savage Love (Laxed-Siren Beat) (BTS Remix)」をリリース。本作は10月17日付のBillboard Hot 100で「Dynamite」に続く2度目の首位を獲得した。
10月14日、ビルボード・ミュージック・アワード2020にて、仁川国際空港ターミナルよりリモートで楽曲「Dynamite」を生披露。また、トップ・ソーシャル・アーティスト賞を4年連続で受賞した。
11月20日、先行リリースした「Dynamite」も収録されている7thミニアルバム『BE』を発売。タイトル曲「Life Goes On」は、Billboard Hot 100で3度目となる首位を獲得した。
11月22日、アメリカン・ミュージック・アワード2020にて、ソウルオリンピック主競技場よりリモートで楽曲「Dynamite」と初ステージとなる「Life Goes On」を披露。また、フェイバリット・デュオ/グループ・ポップ/ロック賞とフェイバリット・ソーシャル・アーティスト賞の二冠を受賞した。
12月5日、第12回Melon Music Awardsにて、3つ全ての大賞を含んだ六冠を受賞。翌日には、第22回Mnet Asian Music Awardsにて、4つ全ての大賞を含んだ八冠を受賞。

### 2021年
3月15日、第63回グラミー賞にソウルより事前収録で出演し、楽曲「Dynamite」で初の単独ステージを披露した。また、最優秀ポップ・デュオ／グループ・パフォーマンス部門に、アジア人歌手として初めてノミネートされた。
4月23日、フランスの高級アパレルブランド「ルイ・ヴィトン」のアンバサダーに就任。
5月、誌創刊以来初のアジアグループとして、アメリカの音楽雑誌『ローリング・ストーン』6月号の表紙を飾った。
5月21日、デジタルシングル『Butter』を発売。「Dynamite」に続く二曲目の英語曲ということで期待された本作のミュージックビデオは、24時間で再生1億820万回を記録し、「Dynamite」のYouTubeにおける24時間最多再生回数記録を約10ヵ月で更新した。また、Billboard Hot 100では初登場から7週連続で首位を独走し、合計では9回1位に輝いた。
5月24日、ビルボード・ミュージック・アワード2021にて、楽曲「Butter」をリモートで初披露。また、トップ・デュオ/グループ賞、トップ・ソング・セールス・アーティスト賞、トップ・セールス・ソング賞、トップ・ソーシャル・アーティスト賞の四冠を受賞した。
5月28日、ABC放送の朝の情報番組「グッド・モーニング・アメリカ」が主催する「2021 サマーコンサート・シリーズ」にトップバッターとして初出演し、楽曲「Butter」と「Dynamite」をリモートで披露した。
6月16日、日本2ndベストアルバム『BTS, THE BEST』を発売。
7月9日、先行リリースした「Butter」も収録されている2ndシングルアルバム『Butter』を発売。収録曲「Permission To Dance」は「Butter」に続く三曲目の英語曲であり、イギリス人歌手のエド・シーランらが楽曲制作に参加した。同曲は7週連続で首位を独走した「Butter」からバトンを引き継ぐ形で、Billboard Hot 100にて1位を獲得した。
7月21日、韓国の文在寅大統領より、「未来世代と文化のための大統領特別使節」に任命され、9月14日、青瓦台で文大統領より任命状を授与された。9月20日には「第76回国際連合総会」の「持続可能なSDGsモーメント」に参加し、演説と録画での「Permission To Dance」のパフォーマンスを披露した。
9月29日、オリコンデジタルシングル(単曲)ランキングでColdplayとBTSのコラボレーション楽曲『My Universe』が初登場1位を獲得。

### 2022年
3月1日発売の『GQ JAPAN』4月号の表紙を飾る。
5月31日、アジア・太平洋諸島系アメリカ人へのヘイトクライム問題の意見交換の為にアメリカのホワイトハウスを訪問。ジョー・バイデン大統領と面会した。
6月14日にグループ活動一時休止を発表。
10月17日、BIGHIT MUSICはメンバー全員の兵役履行と今後の活動計画についての発表を行った。
12月13日、JINが陸軍第5歩兵師団新兵教育隊へ入隊。

### 2023年
4月18日、J-HOPEが入隊。
5月31日から6月17日にかけてデビュー10周年記念イベント『2023 BTS FESTA』を開催。
6月9日、10周年を記念したデジタルシングル「Take Two」が音楽配信サイトにて全世界同時公開された。
9月22日、SUGAが社会服務要員として入所。
11月22日、RM・JIMIN・V・JUNG KOOKの兵役義務履行の手続き開始が発表される。
12月11日、RMとVが忠清南道論山陸軍訓練所に入所。
12月12日、JIMINとJUNG KOOKが京畿道漣川第5歩兵師団の新兵教育隊に入所。

### 2024年
4月19日、「オリコン令和ランキング(令和元年～5年)」アーティスト別セールス部門 トータルランキングで、期間内売上481.5億円を記録して1位を獲得した。
6月12日、JINが1年半の兵役を終えて除隊した。
10月17日、J-HOPEが1年半の兵役を終えて除隊した。

### 2025年
6月10日、RM･Vが1年半の兵役を終えて除隊した。
6月11日、JIMIN･JUNGKOOKが1年半の兵役を終えて除隊した。
6月21日、SUGA が1年9ヶ月の兵役義務を終えて除隊した。

## 騒動・諸問題

### 神戸事件
2015年12月27日、「BTS LIVE <花様年華 on stage> ～Japan Edition～」神戸公演のリハーサル中にSUGAとVがめまいを訴え、病院で検査を受けた結果大きな異常こそなかったものの、安静にする必要があると診断された。Big Hit Entertainmentは2人を欠いた状態で完璧なコンサートはできないとし、開場後の27日午後、当日と翌日に予定されていた2日間の神戸公演の中止をTwitterにて朝鮮語で発表。会場内では混乱が生じた。公演開始時刻になって残りの5人がステージにあがり、3曲のみを披露して公演は終了となった。28日、メンバー全員が韓国に帰国。また、所属事務所は2人の体調に異常がないことを発表。29日、VがTwitterで「心配しないで、オッパはスーパーマン」と自身の体調が回復した旨をファンに伝え、SUGAもTwitterへ謝罪文を投稿。またSUGAは2016年1月10日、公式ファンカフェに長文の日記を公開し、休暇中にもう一度神戸ワールド記念ホールを訪れ、ファンに対して申し訳なく感じているとその心中を綴った。これは海外のファンを意識してか平易な文体で書かれていた。この件は、日本公演であるにも関わらず、所属事務所が最初に出した声明が韓国語であったこと、開場後の中止で発表があまりにも遅かったこと、翌日のVのツイートに謝罪の言葉がなく誠意を感じられなかったこと、翌々日にはSUGAとVが予定通り韓国のイベントに参加したことなど、対応の不十分さと理不尽さから、ファンのひんしゅくを買い、不満が続出することとなった。

### 秋元康とのコラボ中止問題
2018年9月13日、BTSが作詞家の秋元康とコラボすることが報じられた。日刊スポーツの報道によれば、パン・シヒョクと秋元康はもともと交友関係にあり「秋元氏の世界観が好きだから」との理由でオファーを出したという。同年11月7日に発売するトリプルA面シングル「Bird/FAKE LOVE/Airplane pt. 2」の表題曲の一つ「Bird」を作詞する予定だった。ところが3日後の16日「制作上の都合」でコラボが中止となり、発売予定のシングルはダブルA面の「FAKE LOVE/Airplane pt. 2」となることが、ユニバーサルミュージックの公式ウェブサイトで発表された。
その背景には、韓国の一部ファンから「右翼政治を繰り広げる安倍政権に賛同する作詞家とどうしてコラボしたのか」との抗議が殺到したことがあるという。確かに秋元は韓国では「右翼」として知られる安倍晋三と距離が近く、秋元が自宅に招いて会談したり、首相公邸で「組閣」を行ったかのような構図（いわゆる「組閣ごっこ」）で記念撮影をしたことがあった。また、秋元がプロデュースするアイドルグループの一部メンバーが過去に靖国神社を訪れたり、旭日旗を連想させる衣装を身に着けていたことも槍玉に挙げられたという。また、秋元は自身のプロデュースするアイドルを水着姿や下着姿でミュージックビデオに出演させるなど、時に女性のセクシーさを強調したプロデュース手法をとることで知られており「秋元康氏が女性を商品のように扱っている」「（秋元氏が作詞した）歌詞は女性を卑しめ、セクハラ的」との非難が韓国ファンからあり、日本のファンからも「秋元康を本当に嫌っています」や「秋元康が嫌だ。AKBじゃん、そこに（間接的に）オカネが入るのは嫌だ」などと秋元そのものに嫌悪感を示す意見もあった。
もっとも、ライターの慎武宏は、秋元のこれまでの仕事ぶりを見る限り、安倍と関係があるというだけで「右翼」認定するのは早計であり、過去には韓流スターが一堂に会したイベントの総合プロデュースを務めるなど、むしろ韓国に好意的であると指摘した。芸能人が関わった作品や言動のささいな一部が切り取られて「右翼認定」されてしまう現象は、韓国ではよくあることであり「木を見て森を見ない」一方的な決めつけでせっかくのコラボが流れてしまうのは、違和感どころか失望感を覚えると述べた。

### 原爆Tシャツ着用問題
2018年11月9日に、テレビ朝日の音楽番組『ミュージックステーション』に出演する予定であったが、JIMINが過去に着用していたTシャツに、原爆投下後のキノコ雲があがる写真と韓国国民が万歳をする、原爆投下を揶揄するような写真が印刷されていたことが問題視され、『ミュージックステーション』のTwitter公式アカウントに抗議が殺到した。これを受けて、ミュージックステーション側が「着用の意図を聞いて総合的に判断した結果」として、BTSの出演を見送ることを決定した。またこの決定に続き、 NHKの『紅白歌合戦』、12月放送のフジテレビ系『FNS歌謡祭』やテレビ朝日系『ミュージックステーションスーパーライブ』の出演打診が撤回されたとも報じられた。またこれに続き、RMが過去のミュージックビデオで、原爆投下後のキノコ雲が上がる写真がプリントされたブルゾンを着ていたことが発覚し、インターネット上で非難された。
これに伴い『紅白歌合戦』や他の日本のテレビ番組からも事実上の出禁状態となり、また日頃の日本人による嫌韓感情も重なり、韓流やkpopの男性グループを応援したりファンを公言する女性が叩かれたり非国民扱いされる事案が多数発生した。
同年11月13日の東京ドーム公演に合わせて日本の右派系市民団体によるBTSへの批判と抗議の街宣活動が行われた。BTSは13日夜、「原爆をイメージするTシャツ着用は誤解を招くものだった」と謝罪。「戦争には明確に反対する」という公式な説明と謝罪を発表した。その数週間後には、BTSファン有志によるTシャツ着用問題の経緯と政治的背景、マスコミの報道などに関する133ページの論文「白書」が発表された。
なお、日本原水爆被害者団体協議会は13日の謝罪を受け入れ、事務局長である木戸季市は「こうした表現を巡る問題では、対決や分断を煽るのではなく、対話を通じてお互いの理解を深める方が望ましい。核兵器とはどういうものなのか、何が問題なのかといった点を巡り、話し合いをしていきたい。BTS側にもそう説明し、一致した」と語った。

### ナチス風衣装着用
2018年11月、過去にメンバーのRMが、ナチス親衛隊（SS）の記章がデザインされた帽子をかぶったり、ホロコースト記念碑でポーズをとったり、ナチスを想起させる衣装や旗を公演の演出に使っていたとして、ユダヤ系団体サイモン・ウィーゼンタール・センターの公式サイトにおいて非難された。この際、アブラハム・クーパー副館長の名義で、「長崎の原爆被害者をあざけるTシャツを着ていたことは、過去をあざけるこのグループの最新の事例にすぎない」と指摘され、「国連での講演に招かれたこのグループは、日本の人々とナチズムの犠牲者たちに謝罪する義務を負っていることは、言うまでもない」と謝罪を求められた。
慶熙大学校のLee Taek-gwang教授は、「ナチスの賛美は韓国社会でもタブーだが、ナチズムを想起させるような意匠を用いても欧米圏ほど問題になることはない」、「韓国の若者は一見リベラルでコスモポリタンに見えるが、その下にはより多くの保守的な因子が働いている」と述べている。また、このような一連の政治的な騒動は、「韓国という国家が、徐々に世界的に存在感を増している現状と強いナショナリズム的な感情を必死で調和させようとしていることの表れである」としている。
Big Hit Entertainmentは、サイモン・ウィーゼンタール・センターに対して、公式に謝罪を表明した。その後、サイモン・ウィーゼンタール・センターはこの謝罪を受け入れている。

### ファンによるストリーミング回数操作問題
ビルボード・チャートはミュージシャンの成功度を測る絶対的な基準として君臨してきた。近年音楽はストリーミングが一般的となり、2012年にビルボードもチャートに考慮し始めると、ファンによるチャート操作も従来より容易となった。BTSがアルバムをリリースした際には、全世界に数千万人と推測されるファンがビルボード・チャートの1位を目指し、大規模なキャンペーンを展開した。ファンたちは、まず米国のファンが音楽ストリーミングサービスのアカウントをつくり、Twitterや電子メール、インスタントメッセージプラットフォームで、他国のファンたちにログイン情報を送り、それを受け取ったファンが、BTSの曲をストリーミングし続け、多くの場合は2つ以上のデバイスを使い、米国のファンが有料アカウントの料金を支払うことができるよう、募金活動を主催するファンもいた。
BTSのファンたちは、クリス・ウーのファンたちがボットやVPNを使っていると非難していた。一方でBTSの一部のファンも、米国Spotifyアカウントを米国外のファンのためにつくり、ボットを使ってYouTubeでストリーミングを行い、他人が曲を購入するための費用を出していること等について言及されていた。これは米国だけの出来事ではなく、韓国でもチャート操作の申し立てが相次ぎ、韓国の国家行政機関、文化体育観光部が調査に乗り出す事態へと発展した。BuzzFeed Newsが取材のために何人かと接触した後で、ファンたちには記者と話をしないよう警告するツイートが投稿され、8000回以上リツイートされた。同様の警告を発する別のツイートも2000回以上リツイートされた。Spotifyアカウントの共有に関するツイートを削除するファンも現れ、自己弁護のダイレクトメッセージを送ってきたファンも数十人いた。Spotifyは現在対策方法が存在していないとしている。

## 作品

### 韓国

#### シングルアルバム
|   | 発売日        | タイトル       |
| - | ------------- | -------------- |
| 1 | 2013年6月12日 | 2 COOL 4 SKOOL |
| 2 | 2021年7月9日  | Butter         |

#### ミニアルバム
|   | 発売日         | タイトル                           |
| - | -------------- | ---------------------------------- |
| 1 | 2013年9月11日  | O!RUL8,2? (Oh! Are You Late, Too?) |
| 2 | 2014年2月12日  | Skool Luv Affair                   |
| 3 | 2015年4月29日  | 화양연화 pt.1 (花様年華 pt.1)      |
| 4 | 2015年11月30日 | 화양연화 pt.2 (花様年華 pt.2)      |
| 5 | 2017年9月18日  | LOVE YOURSELF 承 'Her'             |
| 6 | 2019年4月12日  | MAP OF THE SOUL : PERSONA          |

#### リパッケージアルバム
|   | 発売日        | タイトル                            |
| - | ------------- | ----------------------------------- |
| 1 | 2014年5月14日 | Skool Luv Affair -SPECIAL ADDITION- |
| 2 | 2016年5月2日  | 花様年華 -Young Forever-            |
| 3 | 2017年2月13日 | YOU NEVER WALK ALONE                |

#### フルアルバム
|   | 発売日         | タイトル                |
| - | -------------- | ----------------------- |
| 1 | 2014年8月20日  | DARK&WILD               |
| 2 | 2016年10月10日 | WINGS                   |
| 3 | 2018年5月18日  | LOVE YOURSELF 轉 'Tear' |
| 4 | 2020年2月21日  | MAP OF THE SOUL : 7     |
| 5 | 2020年11月20日 | BE                      |

#### 配信限定シングル
|    | 発売日         | タイトル                                      | 備考                                                                                     |
| -- | -------------- | --------------------------------------------- | ---------------------------------------------------------------------------------------- |
| 1  | 2014年11月21日 | Danger (Mo-Blue-Mix) (feat. Thanh)            | 日本では一部の音楽配信サービス（YouTube Music）でのみ配信。                              |
| 2  | 2017年7月4日   | Come Back Home                                | ソテジワアイドゥルのカバー。 ソ・テジのデビュー25周年記念リメイクプロジェクトの一環。    |
| 3  | 2017年11月24日 | MIC Drop (Steve Aoki Remix) (feat. Desiigner) |                                                                                          |
| 4  | 2018年6月4日   | FAKE LOVE (Rocking Vibe Mix)                  |                                                                                          |
| 5  | 2019年10月18日 | Make It Right (feat. Lauv)                    |                                                                                          |
| 6  | 2020年8月21日  | Dynamite                                      |                                                                                          |
| 7  | 2020年10月2日  | Savage Love (Laxed-Siren Beat) (BTS Remix)    | Jawsh 685とジェイソン・デルーロとのコラボ。ボーカルにはSUGA、J-HOPE、JUNG KOOKが参加。   |
| 8  | 2021年5月21日  | Butter                                        |                                                                                          |
| 9  | 2021年7月9日   | Permission to Dance                           |                                                                                          |
| 10 | 2022年9月23日  | Yet To Come (Hyundai Ver.)                    |                                                                                          |
| 11 | 2023年5月30日  | The Planet                                    | CDはサウンドトラック「BASTIONS (Animation)」(CD盤)に含まれる。輸入盤として日本でも発売。 |
| 12 | 2023年6月9日   | Take Two                                      |                                                                                          |

#### スペシャルアルバム
|   | 発売日        | タイトル                                        |
| - | ------------- | ----------------------------------------------- |
| 1 | 2016年5月2日  | 화양연화 Young Forever (花様年華 Young Forever) |
| 2 | 2018年8月24日 | LOVE YOURSELF 結 'Answer'                       |

#### サウンドトラック
|   | 発売日        | タイトル                                 |
| - | ------------- | ---------------------------------------- |
| 1 | 2019年6月28日 | BTS WORLD (オリジナル・サウンドトラック) |
| 2 | 2023年5月25日 | BASTIONS (Animation)                     |

#### アンソロジーアルバム
|   | 発売日        | タイトル |
| - | ------------- | -------- |
| 1 | 2022年6月10日 | Proof    |

#### 映像作品
|   | 発売日         | タイトル                                                  |
| - | -------------- | --------------------------------------------------------- |
| 1 | 2015年6月16日  | BTS MEMORIES OF 2014                                      |
| 2 | 2015年2月23日  | 2015 BTS LIVE 화양연화 on Stage                           |
| 3 | 2016年6月21日  | BTS MEMORIES 2015                                         |
| 4 | 2017年1月18日  | 2016 BTS LIVE 화양연화 ON STAGE : EPILOGUE CONCERT        |
| 5 | 2017年3月30日  | BTS 3RD MUSTER [ARMY.ZIP+]                                |
| 6 | 2017年7月31日  | BTS MEMORIES OF 2016                                      |
| 7 | 2017年10月31日 | 2017 BTS LIVE TRILOGY EPISODE III THE WINGS TOUR IN SEOUL |

### 日本

#### シングル
|    | 発売日         | タイトル                      |
| -- | -------------- | ----------------------------- |
| 1  | 2014年6月4日   | NO MORE DREAM -Japanese Ver.- |
| 2  | 2014年7月16日  | BOY IN LUV -Japanese Ver.-    |
| 3  | 2014年11月19日 | Danger -Japanese Ver.-        |
| 4  | 2015年6月17日  | FOR YOU                       |
| 5  | 2015年12月8日  | I NEED U (Japanese Ver.)      |
| 6  | 2016年3月15日  | RUN -Japanese Ver.-           |
| 7  | 2017年5月10日  | 血、汗、涙                    |
| 8  | 2017年12月6日  | MIC Drop/DNA/Crystal Snow     |
| 9  | 2018年11月7日  | FAKE LOVE/Airplane pt. 2      |
| 10 | 2019年7月3日   | Lights/Boy With Luv           |

#### フルアルバム
|   | 発売日         | タイトル                           |
| - | -------------- | ---------------------------------- |
| 1 | 2014年12月24日 | WAKE UP                            |
| 2 | 2016年9月7日   | YOUTH                              |
| 3 | 2018年4月4日   | FACE YOURSELF                      |
| 4 | 2020年7月15日  | MAP OF THE SOUL : 7〜THE JOURNEY〜 |

#### ベストアルバム
|   | 発売日        | タイトル                              |
| - | ------------- | ------------------------------------- |
| 1 | 2017年1月6日  | THE BEST OF 防弾少年団-JAPAN EDITION- |
| 2 | 2017年1月6日  | THE BEST OF 防弾少年団-KOREA EDITION- |
| 3 | 2021年6月16日 | BTS, THE BEST                         |

#### 配信限定シングル
|   | 発売日        | タイトル  |
| - | ------------- | --------- |
| 1 | 2020年6月26日 | Stay Gold |
| 2 | 2021年4月2日  | Film out  |

#### サウンドトラック
|   | 発売日        | タイトル             |
| - | ------------- | -------------------- |
| 1 | 2023年5月30日 | BASTIONS (Animation) |

#### 映像作品
|    | 発売日         | タイトル                                                                                      |
| -- | -------------- | --------------------------------------------------------------------------------------------- |
| 1  | 2014年8月27日  | 防弾少年団 1st JAPAN SHOWCASE -NEXT STAGE- at Zepp Tokyo                                      |
| 2  | 2015年3月18日  | 新人王防弾少年団 チャンネルバンタン                                                           |
| 3  | 2015年5月20日  | 防弾少年団 1st JAPAN TOUR 2015「WAKE UP : OPEN YOUR EYES」                                    |
| 4  | 2016年1月13日  | 防弾少年団 JAPAN OFFICIAL FAN MEETING VOL.2 -UNDERCOVER MISSION-                              |
| 5  | 2016年3月15日  | 2015 BTS LIVE <花様年華 on stage> 〜Japan Edition〜 at YOKOHAMA ARENA                         |
| 6  | 2017年1月25日  | 2016 BTS LIVE <花様年華 on stage epilogue> 〜Japan Edition〜                                  |
| 7  | 2017年6月28日  | BTS JAPAN OFFICIAL FAN MEETING VOL.3 〜君に届く〜                                             |
| 8  | 2017年12月27日 | 2017 BTS LIVE TRILOGY EPISODE III THE WINGS TOUR 〜JAPAN EDITION〜                            |
| 9  | 2018年07月11日 | 2017 BTS LIVE TRILOGY EPISODE III THE WINGS TOUR IN JAPAN ～SPECIAL EDITION～ at KYOCERA DOME |
| 10 | 2018年12月4日  | BTS JAPAN OFFICIAL FANMEETING VOL.4 [Happy Ever After]                                        |
| 11 | 2019年10月9日  | BTS WORLD TOUR 'LOVE YOURSELF' 〜JAPAN EDITION〜                                              |
| 12 | 2020年4月15日  | BTS WORLD TOUR 'LOVE YOURSELF: SPEAK YOURSELF' - JAPAN EDITION                                |
| 13 | 2020年8月26日  | BTS JAPAN OFFICIAL FANMEETING VOL.5 [MAGIC SHOP]                                              |

## ミュージックビデオ
※黄色背景はタイトル曲。
|    | 楽曲                                                                          | 投稿日         | 投稿元                    | 収録作品                                      |
| -- | ----------------------------------------------------------------------------- | -------------- | ------------------------- | --------------------------------------------- |
| 1  | NO MORE DREAM (노 모어 드림)                                                  | 2013年6月11日  | 1theK (원더케이)          | 2 COOL 4 SKOOL                                |
| 2  | NO MORE DREAM (Dance ver.)                                                    | 2013年6月16日  | 1theK (원더케이)          | 2 COOL 4 SKOOL                                |
| 3  | We Are Bulletproof Pt2 (위 아 불렛프루프Pt.2)                                 | 2013年7月16日  | 1theK (원더케이)          | 2 COOL 4 SKOOL                                |
| 4  | N.O (엔.오)                                                                   | 2013年9月10日  | 1theK (원더케이)          | O!RUL8,2?                                     |
| 5  | Boy In Luv (상남자)                                                           | 2014年2月11日  | 1theK (원더케이)          | SKOOL LUV AFFAIR                              |
| 6  | Boy In Luv (상남자) (Dance ver.)                                              | 2014年2月20日  | 1theK (원더케이)          | SKOOL LUV AFFAIR                              |
| 7  | Just One Day (하루만)                                                         | 2014年4月6日   | 1theK (원더케이)          | SKOOL LUV AFFAIR                              |
| 8  | Just One Day (하루만) (Dance ver.)                                            | -              | -                         | SKOOL LUV AFFAIR                              |
| 9  | Just One Day (하루만) (Facial Expression ver.)                                | -              | -                         | SKOOL LUV AFFAIR                              |
| 10 | Just One Day (하루만) (One-Take ver.)                                         | -              | -                         | SKOOL LUV AFFAIR                              |
| 11 | Danger                                                                        | 2014年8月19日  | 1theK (원더케이)          | DARK&WILD                                     |
| 12 | War of Hormone (호르모 전쟁)                                                  | 2014年10月21日 | 1theK (원더케이)          | DARK&WILD                                     |
| 13 | I NEED U                                                                      | 2015年4月29日  | 1theK (원더케이)          | 花様年華pt.1                                  |
| 14 | I NEED U (Original Ver.)                                                      | 2015年5月10日  | 1theK (원더케이)          | 花様年華pt.1                                  |
| 15 | DOPE (쩔어)                                                                   | 2015年6月23日  | 1theK (원더케이)          | 花様年華pt.1                                  |
| 16 | RUN                                                                           | 2015年11月29日 | 1theK (원더케이)          | 花様年華pt.2                                  |
| 17 | EPILOGUE : Young Forever                                                      | 2016年4月19日  | 1theK (원더케이)          | 花様年華 Young Forever                        |
| 18 | FIRE (불타오르네)                                                             | 2016年5月1日   | 1theK (원더케이)          | 花様年華 Young Forever                        |
| 19 | FIRE (불타오르네) (Choreography Version)                                      | 2016年5月9日   | HYBE LABELS               | 花様年華 Young Forever                        |
| 20 | Save ME                                                                       | 2016年5月15日  | HYBE LABELS               | 花様年華 Young Forever                        |
| 21 | Blood Sweat & Tears (피 땀 눈물)                                              | 2016年10月9日  | HYBE LABELS               | WINGS                                         |
| 22 | Spring Day (봄날)                                                             | 2017年2月12日  | HYBE LABELS               | YOU NEVER WALK ALONE                          |
| 23 | Not Today                                                                     | 2017年2月19日  | HYBE LABELS               | YOU NEVER WALK ALONE                          |
| 24 | Not Today (Choreography Version)                                              | 2017年2月26日  | HYBE LABELS               | YOU NEVER WALK ALONE                          |
| 25 | Come Back Home                                                                | 2017年7月05日  | Stone Music Entertainment | Come Back Home                                |
| 26 | DNA                                                                           | 2017年9月18日  | HYBE LABELS               | LOVE YOURSELF 承 'Her'                        |
| 27 | MIC Drop (Steve Aoki Remix)                                                   | 2017年11月24日 | HYBE LABELS               | MIC Drop (Steve Aoki Remix) (Feat. Desiigner) |
| 28 | With Seoul                                                                    | 2017年12月12日 | VisitSeoul TV             | With Seoul                                    |
| 29 | FAKE LOVE                                                                     | 2018年5月18日  | HYBE LABELS               | LOVE YOURSELF 轉 'Tear'                       |
| 30 | FAKE LOVE (Extended ver.)                                                     | 2018年6月1日   | HYBE LABELS               | LOVE YOURSELF 轉 'Tear'                       |
| 31 | IDOL                                                                          | 2018年8月24日  | HYBE LABELS               | LOVE YOURSELF 結 'Answer'                     |
| 32 | IDOL (Feat. Nicki Minaj)                                                      | 2018年9月6日   | HYBE LABELS               | LOVE YOURSELF 結 'Answer'                     |
| 33 | Boy With Luv (작은 것들을 위한 시) feat. Halsey                               | 2019年4月12日  | HYBE LABELS               | MAP OF THE SOUL : PERSONA                     |
| 34 | Boy With Luv (작은 것들을 위한 시) feat. Halsey ('ARMY With Luv' ver.)        | 2019年4月26日  | HYBE LABELS               | MAP OF THE SOUL : PERSONA                     |
| 35 | Heartbeat (BTS WORLD OST)                                                     | 2019年6月28日  | BTS WORLD Official        | BTS WORLD OST                                 |
| 36 | Make It Right (feat. Lauv)                                                    | 2019年10月18日 | HYBE LABELS               | MAP OF THE SOUL : PERSONA                     |
| 37 | Make It Right (feat. Lauv) (Vertical ver.)                                    | 2019年10月18日 | HYBE LABELS               | MAP OF THE SOUL : PERSONA                     |
| 38 | ON Kinetic Manifesto Film : Come Prima                                        | 2020年2月21日  | HYBE LABELS               | MAP OF THE SOUL : 7                           |
| 39 | ON                                                                            | 2020年2月28日  | HYBE LABELS               | MAP OF THE SOUL : 7                           |
| 40 | Black Swan                                                                    | 2020年3月5日   | HYBE LABELS               | MAP OF THE SOUL : 7                           |
| 41 | We are Bulletproof : the Eternal                                              | 2020年6月12日  | BANGTANTV                 | MAP OF THE SOUL : 7                           |
| 42 | Dynamite                                                                      | 2020年8月21日  | HYBE LABELS               | Dynamite (Holiday Remix)                      |
| 43 | Dynamite (B-side)                                                             | 2020年8月25日  | HYBE LABELS               | Dynamite (Holiday Remix)                      |
| 44 | IONIQ : I'm on it                                                             | 2020年9月2日   | HyundaiWorldwide          | IONIQ : I'm on it                             |
| 45 | Dynamite ('70s Remix)                                                         | 2020年9月20日  | BANGTANTV                 | Dynamite (Holiday Remix)                      |
| 46 | Dynamite (Choreography ver.)                                                  | 2020年9月26日  | HYBE LABELS               | Dynamite (Holiday Remix)                      |
| 47 | Life Goes On                                                                  | 2020年11月20日 | HYBE LABELS               | BE                                            |
| 48 | Life Goes On : on my pillow                                                   | 2020年11月22日 | HYBE LABELS               | BE                                            |
| 49 | Life Goes On : in the forest                                                  | 2020年11月26日 | HYBE LABELS               | BE                                            |
| 50 | Life Goes On : like an arrow                                                  | 2020年11月30日 | HYBE LABELS               | BE                                            |
| 51 | Butter                                                                        | 2021年5月21日  | HYBE LABELS               | Butter                                        |
| 52 | Butter (Hotter Remix)                                                         | 2021年5月28日  | HYBE LABELS               | Butter                                        |
| 53 | Butter (Cooler Remix)                                                         | 2021年6月4日   | HYBE LABELS               | Butter                                        |
| 54 | Permission To Dance                                                           | 2021年7月9日   | HYBE LABELS               | Butter                                        |
| 55 | My Universe (Coldplay X BTS)                                                  | 2021年9月30日  | Coldplay                  | Music of the Spheres (Coldplay album)         |
| 56 | Butter (Holiday Remix)                                                        | 2021年12月3日  | BANGTANTV                 | Butter                                        |
| 57 | Yet To Come (The Most Beautiful Moment)                                       | 2022年6月10日  | HYBE LABELS               | Proof                                         |
| 58 | Yet To Come (The Most Beautiful Moment)' Special MV @ BTS Island: In the SEOM | 2022年6月20日  | BANGTANTV                 | Proof                                         |
| 59 | Bad Decisions (benny blanco, BTS & Snoop Dogg)                                | 2022年8月5日   | benny blanco              | Bad Decisions                                 |
| 60 | The Planet                                                                    | 2023年5月12日  | Bastions.SevenKey         |                                               |
| 61 | Take Two                                                                      | 2023年6月9日   | BANGTANTV                 |                                               |
| 62 | 'Take Two' Live Clip                                                          | 2023年6月13日  | BANGTANTV                 |                                               |

|                       | 楽曲                                  | 投稿日         | 投稿元                | 収録作品                           |
| --------------------- | ------------------------------------- | -------------- | --------------------- | ---------------------------------- |
| 1                     | NO MORE DREAM -Japanese Ver.-         | 2014年05月25日 | BTS JAPAN OFFICIAL    | NO MORE DREAM -Japanese Ver.-      |
| 2                     | BOY IN LUV -Japanese Ver.-            | 2014年07月04日 | BTS JAPAN OFFICIAL    | BOY IN LUV -Japanese Ver.-         |
| 3                     | Danger -Japanese Ver.-                | 2014年11月9日  | BTS JAPAN OFFICIAL    | Danger -Japanese Ver.-             |
| 4                     | FOR YOU                               | 2015年06月04日 | BTS JAPAN OFFICIAL    | FOR YOU                            |
| 5                     | FOR YOU (Dance Ver.)                  | 2015年06月16日 | BTS JAPAN OFFICIAL    | FOR YOU                            |
| 6                     | I NEED U -Japanese Ver.-              | 2015年12月01日 | BTS JAPAN OFFICIAL    | I NEED U -Japanese Ver.-           |
| 7                     | RUN -Japanese Ver.-                   | 2016年03月11日 | BTS JAPAN OFFICIAL    | RUN -Japanese Ver.-                |
| 8                     | 血、汗、涙 -Japanese Ver.-            | 2017年05月09日 | UNIVERSAL MUSIC JAPAN | 血、汗、涙                         |
| 9                     | MIC Drop -Japanese ver.- (Short ver.) | 2017年11月24日 | UNIVERSAL MUSIC JAPAN | MIC Drop/DNA/Crystal Snow          |
| 10                    | MIC Drop -Japanese ver.-              | 2017年12月05日 | UNIVERSAL MUSIC JAPAN | MIC Drop/DNA/Crystal Snow          |
| 11                    | Airplane pt.2 -Japanese ver.-         | 2018年11月06日 | UNIVERSAL MUSIC JAPAN | FAKE LOVE/Airplane pt. 2           |
| 12                    | Lights                                | 2019年7月2日   | UNIVERSAL MUSIC JAPAN | Lights/Boy With Luv                |
| 13                    | Stay Gold                             | 2020年6月26日  | HYBE LABELS           | MAP OF THE SOUL : 7〜THE JOURNEY〜 |
| 14                    | Film out                              | 2021年4月2日   | HYBE LABELS           | BTS, THE BEST                      |
| ※黄色背景はタイトル曲 |                                       |                |                       |                                    |

### 書籍
写真集
- 「D'FESTA]」写真集の発売グローバルK-POPフェスティバル「D'FESTA」写真集（2022年12月）
  - DICON D'FESTA MINI EDITION BTS JIN
  - DICON D'FESTA MINI EDITION BTS JUNG KOOK
  - DICON D'FESTA MINI EDITION BTS V
  - DICON D'FESTA MINI EDITION BTS JIMIN
  - DICON D'FESTA MINI EDITION BTS J-HOPE
  - DICON D'FESTA MINI EDITION BTS SUGA
  - DICON D'FESTA MINI EDITION BTS RM

- 「Beyond The Story:10-year Record of BTS」（2023年7月9日発売）

絵本
- （2023年6月7日発売）
  - 『GRAPHIC LYRICS with BTS Special Package』
  - 『GRAPHIC LYRICS with BTS Vol.1「A Supplementary Story: You Never Walk Alone」』
  - 『GRAPHIC LYRICS with BTS Vol.2「Save ME」』
  - 『GRAPHIC LYRICS with BTS Vol.3「House Of Cards」』
  - 『GRAPHIC LYRICS with BTS Vol.4「RUN」』
  - 『GRAPHIC LYRICS with BTS Vol.5「Butterfly」』

その他
- BTS NOW in THAILAND（BOOK+DVD、2014年）
- BTS 2014 SUMMER PACKAGE（写真集+グッズ、2014年）
- 防弾少年団 2015 SEASON'S GREETINGS（CALENDAR+DVD+GOODS、2014年）
- BTS NOW2 in EUROPE & AMERICA（DVD+PHOTOBOOK+GOODS、2015年）
- BTS SUMMER PACKAGE IN KOTA KINABALU 2015（DVD+PHOTOBOOK、2015年）
- BTS 2016 SEASON'S GREETINGS（DVD+CALENDAR+GOODS、2015年）
- BTS NOW3 in CHICAGO（DVD+PHOTOBOOK+GOODS、2016年）
- BTS SUMMER PACKAGE IN DUBAI 2016（DVD+PHOTOBOOK+GOODS、2016年）
- BTS 2017 SEASON'S GREETINGS（CALENDAR+GOODS、2016年）
- BTS WINGS CONCEPT BOOK（PHOTOBOOK+GOODS、2017年）
- BTS SUMMER PACKAGE 2017（DVD+写真集+グッズ、2017年）
- BTS 2018 SEASON'S GREETINGS（CALENDAR+GOODS+DVD、2017年）

回顧集
- BEYOND THE STORY ビヨンド・ザ・ストーリー:10-YEAR RECORD OF BTS（2023年7月11日）

## タイアップ
| 使用年 | 楽曲                      | タイアップ |
| ------ | ------------------------- | --- |
| 2018年 | Don't Leave Me            | 関西テレビ放送制作・フジテレビ系ドラマ『シグナル 長期未解決事件捜査班』主題歌                                                                                    |
| 2018年 | FAKE LOVE -Japanese ver.- | フォーヴィスム「PLAY / UP」CMソング |
| 2020年 | Stay Gold                 | テレビ東京系ドラマ『らせんの迷宮〜DNA科学捜査〜』主題歌 |
| 2020年 | Your eyes tell            | ギャガ配給映画『きみの瞳が問いかけている』主題歌 |
| 2020年 | Dynamite                  | Galaxy Mobile Japan「GALAXY Buds Live」CMソング |
| 2021年 | Life Goes On              | Samsung Galaxy「Galaxy S21 Ultra 5G」CMソング |
| 2021年 | Film Out                  | 東宝配給映画『劇場版シグナル 長期未解決事件捜査班』主題歌 |
| 2021年 | Butter                    | smash.「さあ世界へ」編・「レッツピック」編CMソング |
| 2021年 | Butter                    | ロッテ「XYLITOL×BTS Smile Sofa篇」「XYLITOL×BTS Smile Flower篇」「XYLITOL×BTS Smile Art篇」「XYLITOL×BTS Smile Fight篇」「XYLITOL×BTS Smile Cleaning篇」CMソング |
| 2021年 | Butter                    | Samsung Galaxy「Galaxy Z Flip3 5G BTS 篇」CMソング |
| 2022年 | Yet To Come               | ロッテ「XYLITOL×BTS Smile Hot篇」「XYLITOL×BTS Smile Leisure篇」「XYLITOL×BTS Smile Mirror篇」CMソング                                                           |
| 2022年 | Butter                    | コカ・コーラ/日本コカ・コーラ「ジョージア」CMソング |
| 2023年 | THE PLANET                | TBSチャンネル・SBSテレビアニメ『BASTIONS』主題歌 |
| 2023年 | Lights                    | Netflixリアリティシリーズ『オオカミちゃんには騙されない』主題歌                                                                                                  |

## 出演

### 映画
- Burn the Stage: the Movie（2018年11月15日、東宝映像事業部）
- BTS World Tour: Love Yourself in Seoul（2019年1月26日、CJ CGV）
- BRING THE SOUL: THE MOVIE（2019年8月7日、東宝映像事業部）
- BREAK THE SILENCE: THE MOVIE（2020年9月10日、エイベックス・ピクチャーズ）
- Yet To Come in Cinemas（2023年2月1日、エイベックス・ピクチャーズ)

### テレビ番組
- 新人王防弾少年団-チャンネル防弾（2013年、全8話、SBS MTV）
- 防弾少年団のアメリカンハッスルライフ（2014年、全8話、Mnet）
- Let's BTS〜2021スペシャルライブ＆トークショー（2021年3月29日、全1話、KBS 2TV）

### ゲーム
- パズルスターBT21（2018年4月3日、LINE FRIENDS）
- SUPERSTAR BTS（2018年5月22日、ポノス、2020年6月23日サービス終了）
- BTS WORLD（2019年6月26日、ネットマーブル、2023年12月25日をもって終了）
- ハローBT21（2019年7月2日、LINE FRIENDS）
- BTS Universe Story（2020年9月24日、ネットマーブル）
- Rhythm Hive（2021年2月4日、Superb Corp.(現・HYBE IM)）[197]
- I'm Diamond, カラフルダイナマイト（FORTNITE）
- BTS Island:In The SEOMインザソム (2022年6月28日、HYBE IM)[198]

### 広告
- PUMA KOREA（2015年）
- SKテレコム（2016年）
- BBQチキン（2016年 - 2017年）
- スマート学生服（2016年 - 2018年）[199]
- VT COSMETICS（2017年 - 現在）
- メディヒール（2017年 - 現在））[200]
- ロッテ免税店（2017年 - 現在）
- SHIBUYA 109 クリスマスキャンペーン（2017年）[201]
- マクドナルド（2017年、2020年、2023年）[202][203]
- ソウル特別市（2017年 - 現在）
- KB国民銀行（2018年 - 現在）
- Yahoo! WiFi（2018年）[204]
- コカ・コーラ 2018 FIFAワールドカップ（2018年）
- LGエレクトロニクス モバイル製品（2018年 - 2020年）[205][206]
- ヒュンダイ自動車（2019年 - 現在）[207]
- FILA（2019年 - 現在）[208]
- 京南製薬 レモナ（2019年 - 現在）[209]
- フォーミュラE（2019年 - 現在）[210]
- サムスン電子 Samsung Galaxy（2020年 - 現在）[206][211]
- ボディフレンド（2020年）[212]
- SYSTEM（2020年）[213]
- ロッテ七星飲料 チルソンサイダー（2020年）[214]
- バスキン・ロビンス コリア（2020年）[215]
- ロッテ七星飲料 Kloud（2021年）[216]
- ルイ・ヴィトン（2021年）[94]
- SHOWROOM smash.（2021年）[217]
- ロッテ キシリトール（2021年）[218](2023年)[219][220]
- YouTube Shorts（2021年）[221]

## 連載
- 韓流ぴあ「chatch the 防弾少年団」（2013年 - 2015年、11月30日号 - 2月28日号）[222]
- haru*hana「対決！防弾少年団」（2013年 - 2015年、vol.21 - vol.32）[222]
- oricon「防弾少年団（BTS）☆ STYLE」（2014年 - 2015年、全24回）[223]

## 公演

### コンサート
| タイトル                                                         | 回数            | 期間                         |
| ---------------------------------------------------------------- | --------------- | ---------------------------- |
| 2014 BTS Live Trilogy-Episode II : The Red Bullet FIRST HALF     | 7都市10公演     | 2014年10月17日-2015年3月8日  |
| 防弾少年団1st JAPAN TOUR 2015「WAKE UP : OPEN YOUR EYES」        | 4都市6公演      | 2015年2月10日-2015年2月19日  |
| BTS Live Trilogy Episode I : BTS Begins                          | 1都市2公演      | 2015年3月28日-2015年3月29日  |
| BTS Live Trilogy-Episode II : The Red Bullet SECOND HALF         | 12都市12公演    | 2015年6月6日-2015年8月29日   |
| 2015 BTS LIVE 花様年華 ON STAGE                                  | 3都市8公演      | 2015年11月27日-2016年3月23日 |
| 2016 BTS LIVE 花様年華 ON STAGE : EPILOGUE                       | 10都市14公演    | 2016年3月7日-2016年8月14日   |
| 2017 BTS Live Trilogy Episode III : The Wings Tour               | 19都市40公演    | 2017年2月18日-2017年12月10日 |
| BTS World Tour: Love Yourself                                    | 15都市32公演    | 2018年8月25日-2019年02月17日 |
| BTS World Tour: Love Yourself : Speak Yourself                   | 8都市16公演     | 2019年5月4日-2019年7月14日   |
| BTS MAP OF THE SOUL ON:E                                         | オンライン2公演 | 2020年10月10日-11日          |
| BTS PERMISSION TO DANCE ON STAGE                                 | オンライン1公演 | 2021年10月24日               |
| BTS PERMISSION TO DANCE ON STAGE-LA                              | 1都市4公演      | 2021年11月27日-2021年12月2日 |
| BTS PERMISSION TO DANCE ON STAGE-SEOUL                           | 1都市3公演      | 2022年3月10日-2022年3月13日  |
| BTS PERMISSION TO DANCE ON STAGE-LAS VEGAS                       | 1都市4公演      | 2022年4月8日-2022年4月16日   |
| WORLD EXPO 2030 BUSAN KOREA CONCERT BTS ＜Yet To Come＞ in BUSAN | 1都市1公演      | 2022年10月15日               |

### ファンミーティング
| タイトル                                                         | 回数               | 期間                    |
| ---------------------------------------------------------------- | ------------------ | ----------------------- |
| BTS 1st Fanmeeting 'MUSTER'                                      | 1都市1公演         | 2014年3月29日           |
| 防弾少年団 Japan Official Fan Meeting Vol.1                      | 1都市2公演 ※昼・夜 | 2014年5月31日           |
| BTS 1st Fan Meeting in Europe & South America                    | 3都市3公演         | 2014年7月27日-8月1日    |
| 防弾少年団 JAPAN OFFICIAL FAN MEETING VOL.2 -UNDERCOVER MISSION- | 2都市5公演         | 2015年8月13日-8月20日   |
| BTS 2ND MUSTER [ZIP CODE : 22920]                                | 1都市2公演 ※昼・夜 | 2016年1月24日           |
| BTS 3RD MUSTER [ARMY.ZIP+]                                       | 1都市2公演         | 2016年11月12日-11月13日 |
| 防弾少年団JAPAN OFFICIAL FANMEETING VOL.3 ～君に届く～           | 4都市8公演         | 2016年11月9日-12月15日  |
| BTS JAPAN OFFICIAL FANMEETING VOL.4 ~Happy Ever After~           | 2都市6公演         | 2018年4月18日-4月24日   |
| BTS JAPAN OFFICIAL FANMEETING VOL.5 [MAGIC SHOP]                 | 2都市4公演         | 2019年11月23日-12月15日 |

## ショーケース
※有料イベント、ライブありのみを記載。
- 防弾少年団 1st JAPAN SHOWCASE（2013年）[225][226]
- 防弾少年団 1st JAPAN SHOWCASE-NEXT STAGE-（2014年）[226][227]

## 受賞歴

### Melon Music Awards
- 第5回（2013年）[22]
  - 新人賞
- 第7回（2015年）[228]
  - ダンス曲賞（男性）
- 第8回（2016年）[229][230]
  - アルバム賞『花様年華 Young Forever』
  - トップ10
- 第9回（2017年）[231]
  - 今年のベストソング賞
  - グローバルアーティスト賞
  - トップ10
  - ミュージックビデオ賞
- 第10回（2018年）[72]
  - 今年のアーティスト賞
  - 今年のアルバム賞『LOVE YOURSELF 轉 'Tear'』
  - トップ10
  - ベストラップ/ヒップホップ賞「FAKE LOVE」
  - カカオホットスター賞
  - グローバルアーティスト賞
  - ネットユーザー人気賞
- 第11回（2019年）[232]
  - 今年のアーティスト賞
  - 今年のベストソング賞「Boy With Luve (feat. Halsey)」
  - 今年のアルバム賞
  - 今年のレコード賞
  - トップ10
  - 男性ダンス賞
  - ネットユーザー人気賞
  - カカオホットスター賞
- 第12回（2020年）[233]
  - 今年のアーティスト賞
  - 今年のベストソング賞「Dynamite」
  - 今年のアルバム賞『MAP OF THE SOUL : 7』
  - トップ10
  - ベストダンス賞（男性）「Dynamite」
  - ネットユーザー人気賞

### ゴールデンディスクアワード
- 第28回（2014年）[23]
  - アルバム部門新人賞
- 第29回（2015年）[234]
  - アルバム部門本賞
- 第30回（2016年）[235]
  - アルバム部門本賞
- 第32回（2018年）[236][237]
  - アルバム部門大賞
  - アルバム部門本賞
  - デジタル音源部門本賞
- 第33回（2019年）[238][239]
  - アルバム部門大賞
  - アルバム部門本賞
  - ゴールデンディスク人気賞
  - デジタル音源部門本賞
  - 2019グローバル VLIVE トップ10 ベストアーティスト
- 第34回（2020年）[240]
  - アルバム部門大賞
  - デジタル音源部門大賞
- 第35回（2021年）[241]
  - アルバム部門大賞
  - Curaproxゴールデンディスク人気賞
- 第36回（2022年）[242]
  - アルバム部門大賞
  - デジタル音源部門本賞
  - アルバム部門本賞
  - 人気賞

### ソウル歌謡大賞
- 第23回（2014年）[24]
  - 新人賞
- 第24回（2015年）[243]
  - 本賞
- 第25回（2016年）[244]
  - 本賞
- 第27回（2018年）[245]
  - 大賞
  - 本賞
- 第28回（2019年）[246]
  - 大賞
  - 最高アルバム賞
  - 本賞
- 第29回（2020年）[247]
  - アルバム大賞
  - 本賞
- 第30回（2021年）[248]
  - 大賞
  - 韓流特別賞
  - 最高アルバム賞
  - 最高音源賞
  - 本賞
- 第31回（2022年）[249]
  - ワールドベストアーティスト賞
  - 本賞
  - U+IDOL Liveベストアーティスト賞
- 第32回（2023年）[250]
  - 最高アルバム賞
  - 本賞
  - idolplusベストアーティスト賞

### サークルチャートミュージックアワード
（旧ガオンチャートK-POPアワード→ガオンチャートミュージックアワード） 
- 第3回（2014年）[25]
  - 新人賞（グループ部門）
- 第6回（2017年）[251]
  - 今年の歌手賞（アルバム部門、第4四半期）
  - 「V LIVE」フォロワー賞
- 第7回（2018年）[252]
  - 今年の歌手賞（アルバム部門、第1四半期・第3四半期）
- 第8回（2019年）[253]
  - 今年の歌手賞（アルバム部門、第2四半期・第3四半期）
  - K-POP貢献賞
- 第9回（2020年）[254]
  - 今年の歌手賞（アルバム部門、第2四半期）
  - 今年のソーシャルホットスター賞
  - 今年のリテールアルバム賞
- 第10回（2021年）[255]
  - 今年のリテールアルバム賞『MAP OF THE SOUL : 7』
  - 今年の歌手賞（フィジカルアルバム部門、第1四半期『MAP OF THE SOUL : 7』・第4四半期『BE』）
  - 今年の歌手賞（デジタル音源部門、2月「ON」・8月「Dynamite」・11月「Life Goes On」）
- 第11回（2022年）[256]
  - 今年の歌手賞（フィジカルアルバム部門、第3四半期『Butter』）
  - 今年の歌手賞（デジタル音源部門、5月「Butter」・7月「Permission to Dance」・9月「My Universe」〈コールドプレイ&BTS〉）
  - 今年のリテールアルバム賞『Butter』
  - 今年のソーシャルホットスター賞
  - Mubeat グローバルチョイス賞
  - 今年のロングラン音源賞「Dynamite」
- 第12回（2023年）[257]
  - 今年の歌手賞（アルバム部門、第3四半期『Proof』）
  - 今年の歌手賞（音源部門、6月「Yet To Come」）
  - 今年のリテールアルバム賞『Proof』
  - idol+グローバルアーティスト賞

### Mnet Asian Music Awards
- 第17回（2015年）[258]
  - ワールドパフォーマー賞
- 第18回（2016年）[42]
  - 今年の歌手賞
  - ベストボーカルパフォーマンス男性グループ賞
- 第19回（2017年）[259]
  - 今年の歌手賞
  - ベスト・ミュージックビデオ賞「春の日」
  - ベスト・アジア・スタイル・イン・香港賞
- 第20回（2018年）[73]
  - 今年の歌手賞
  - 今年のアルバム賞
  - ベスト・ミュージックビデオ賞
  - ベストアジアンスタイル賞
  - M WAVE Global Choice
- 第21回（2019年）[260]
  - 男性グループ賞
  - Qoo10フェイバリット男性アーティスト
  - ベスト・ミュージックビデオ賞
  - 今年のアルバム賞
  - ワールド・ワイド・ファン・チョイス・トップ10
  - ベスト・ダンス・パフォーマンス・グループ賞
  - 今年のワールド・ワイド・アイコン賞
  - 今年の歌賞「Boy With Luve」
  - 今年のアーティスト賞
- 第22回（2020年）[261]
  - 今年の歌手賞
  - 今年の歌賞「Dynamite」
  - 今年のアルバム賞『MAP OF THE SOUL : 7』
  - 今年のワールド・ワイド・アイコン賞
  - 男性ベストグループ賞
  - ベストダンスパフォーマンス賞（男性グループ）「Dynamite」
  - ワールド・ワイド・ファン・チョイス賞
  - ベスト・ミュージックビデオ賞「Dynamite」
- 第23回（2021年）[262]
  - 今年の歌手賞
  - 今年の歌賞
  - 今年のアルバム賞
  - 今年のワールド・ワイド・アイコン賞
- 第24回（2022年）[263]
  - 今年の歌手賞
  - 今年のアルバム賞『Proof』
  - 今年のワールド・ワイド・アイコン賞
  - ワールド・ワイド・ファン・チョイス賞
  - 最優秀男性グループ賞

### 日本ゴールドディスク大賞
- 第29回（2015年）[264]
  - ニュー・アーティスト・オブ・ザ・イヤー（アジア部門）
  - ベスト3ニュー・アーティスト（アジア部門）
- 第31回（2017年）[265]
  - ベスト3アルバム（アジア部門）『YOUTH』
- 第33回（2019年）[266]
  - ベスト・エイジアン・アーティスト
  - アルバム・オブ・ザ・イヤー（アジア部門）『FACE YOURSELF』『LOVE YOURSELF 結 'Answer'』
  - ベスト・ミュージック・ビデオ（アジア部門）『2017 BTS LIVE TRILOGY EPISODE III THE WINGS TOUR IN JAPAN 〜SPECIAL EDITION〜 at KYOCERA DOME』
- 第34回（2020年）[267]
  - ベスト・アーティスト（アジア部門）
- 第35回（2021年）[268]
  - ベスト・アーティスト（アジア部門）
- 第36回（2022年）[269]
  - ベスト・アーティスト（アジア部門）
- 第37回（2023年）[270]
  - ベスト・アーティスト（アジア部門）
  - ベスト3アルバム『Proof』
  - ミュージック・ビデオ・オブ・ザ・イヤー（アジア部門）『BTS 2021 MUSTER SOWOOZOO』
  - ソング・オブ・ザ・イヤー・バイ・ダウンロード（アジア部門）「Yet To Come (The Most Beautiful Moment)」

### Asia Artist Awards
- 第1回（2016年）[271]
  - 最優秀アーティスト賞（歌手部門）
  - ベストアイコン賞（歌手部門）
- 第3回（2018年）[272]
  - 今年のアーティスト賞（歌手部門）
  - AAA fabulous賞（歌手部門）
  - starpay人気賞（歌手部門）
- 第5回（2020年）[273]
  - 今年の歌賞
  - Best of Best STARNEWSX最愛ドル賞
  - 人気賞（歌手部門）
- 第6回（2021年）[274]
  - 今年の歌賞「Butter」
  - U+アイドルライブ人気賞（歌手部門）
- 第7回（2022年）[275]
  - U+アイドルライブ人気賞（歌手部門）

### ビルボード・ミュージック・アワード
- 2017年[276]
  - トップ・ソーシャル・アーティスト賞
- 2018年[277]
  - トップ・ソーシャル・アーティスト賞
- 2019年[76]
  - トップ・デュオ/グループ賞
  - トップ・ソーシャル・アーティスト賞
- 2020年[278]
  - トップ・ソーシャル・アーティスト賞
- 2021年[279]
  - トップ・デュオ/グループ賞
  - トップ・ソーシャル・アーティスト賞
  - トップ・ソング・セールス・アーティスト賞
  - トップ・セールス・ソング賞「Dynamite」
- 2022年[280]
  - トップ・デュオ/グループ賞
  - トップ・ソーシャル・アーティスト賞
  - トップ・ソング・セールス・アーティスト賞

### アメリカン・ミュージック・アワード
- 2018年[281]
  - フェイバリット・ソーシャル・アーティスト賞
- 2019年[77]
  - フェイバリット・デュオ/グループ賞（ポップ/ロック部門）
  - ツアー・オブ・ザ・イヤー
- 2020年[282]
  - フェイバリット・デュオ/グループ賞（ポップ/ロック部門）
  - フェイバリット・ソーシャル・アーティスト賞
- 2021年[283]
  - アーティスト・オブ・ザ・イヤー
  - フェイバリット・ポップ・デュオ/グループ賞
  - フェイバリット・ポップ・ソング賞「Butter」
- 2022年[284]
  - フェイバリット・ポップ・デュオ/グループ賞
  - フェイバリット・K-POPアーティスト賞

### その他
- 第14回韓国大衆音楽賞（2018年）[285]
  - 今年の歌手賞
- 2018大韓民国大衆文化芸術賞（2018年）[286]
  - 花冠文化勲章

## 備考

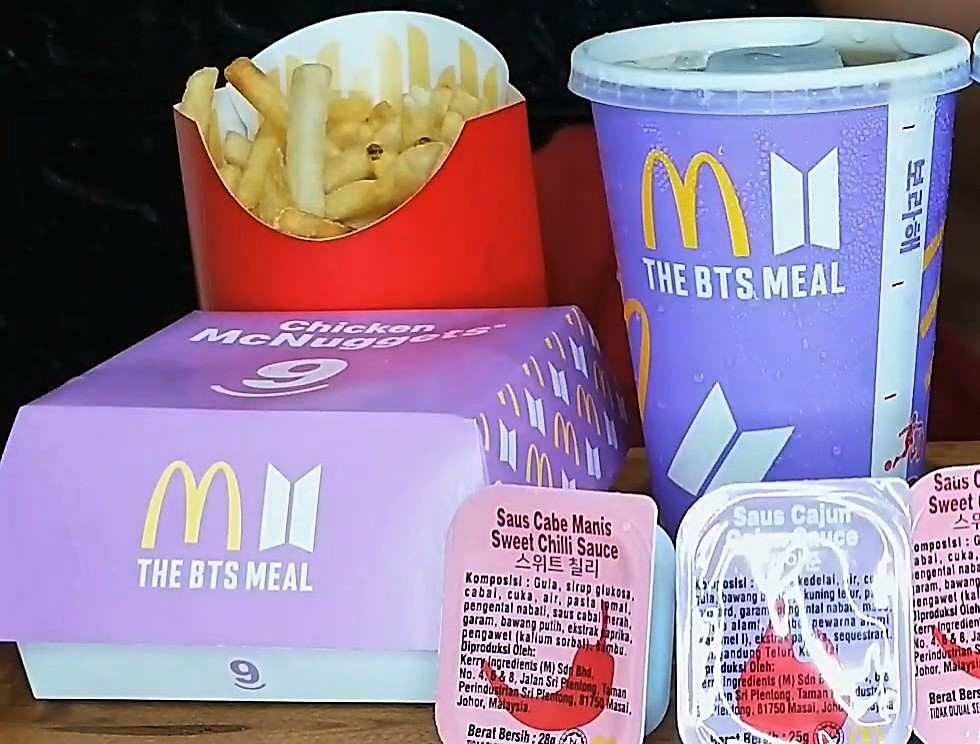
インドネシアで販売されたBTS Meal

BTS Meal
マクドナルドとコラボした期間限定セット。米国や韓国を含む世界49国で販売を展開。セットの中身は10個入りのナゲット、ポテト、ドリンク、「ケイジャン」と「スウィートチリ」の2種類のソース。
BT21
BTSとLINE FRIENDSが共同で手がけたキャラクターブランド。キャラクターはBTSの各メンバーをモチーフとしていて、メンバー自身がデザインに関わっている。キャラクターはKOYA（コヤ）、RJ（アールジェイ）、SHOOKY（シュキ）、MANG（マン）、CHIMMY（チミー）、TATA（タタ）、COOKY（クッキー）、VAN（バン）の8体。
TinyTAN（タイニータン）
BTSのメンバー7人をモチーフとしたキャラクターで、メンバーの「第2の自我」が発言してキャラクターになったというコンセプトのもとで作られた。2020年8月10日に初公開。